# Porträt

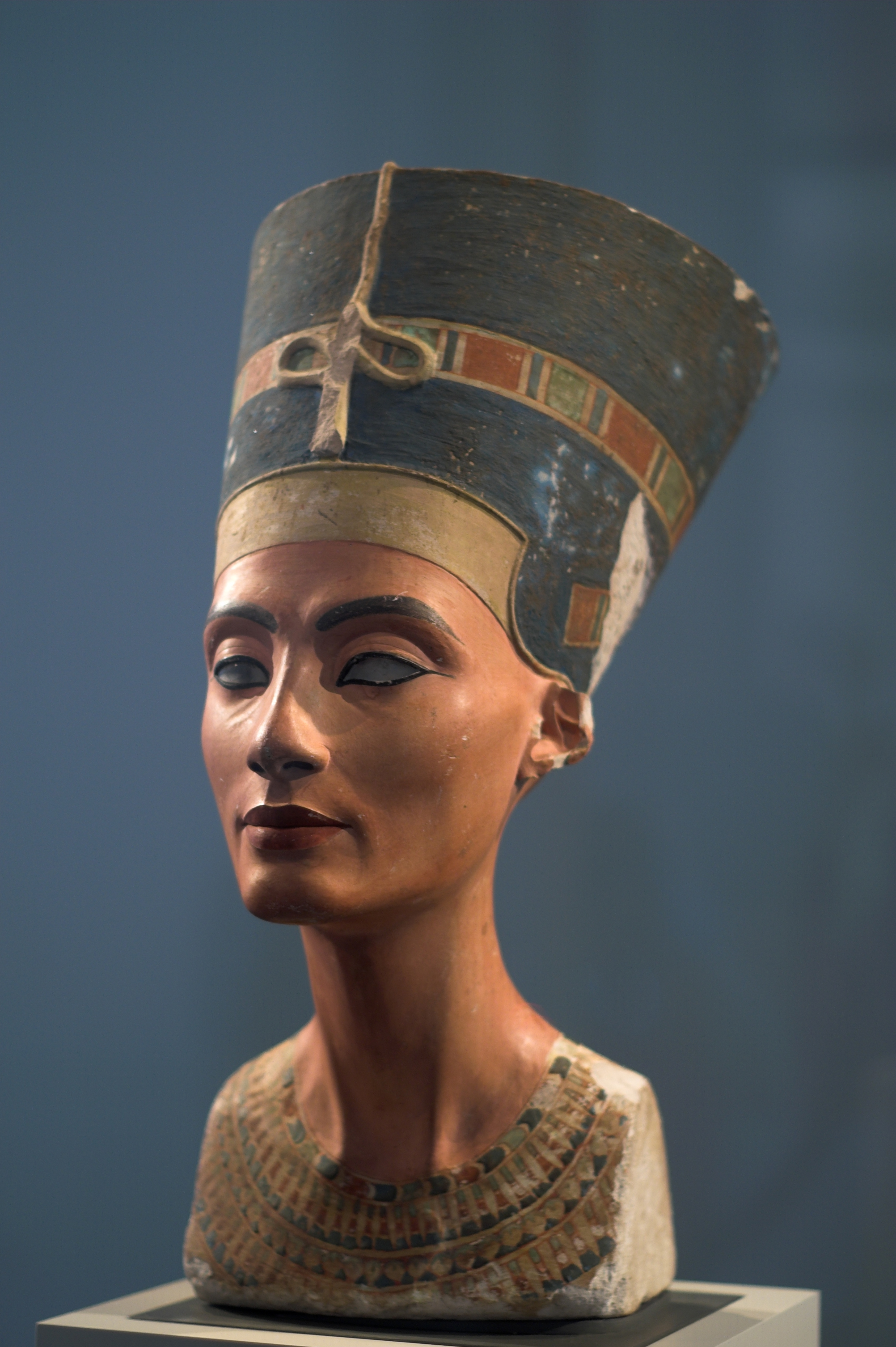
Porträtbüste der Nofretete (etwa 1338 v. Chr.)

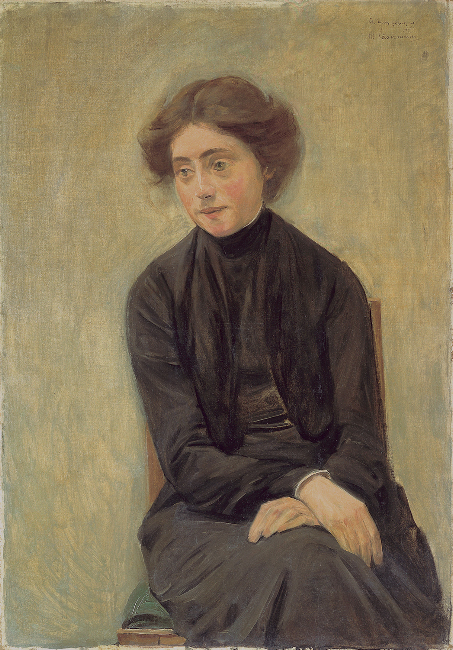
Max Liebermann: Bildnis Fräulein Hedwig Ruetz, 1903

Ein Porträt oder Portrait (von französisch portrait), gleichbedeutend mit Bildnis, ist ein Gemälde, eine Fotografie, eine Plastik oder eine andere Darstellung einer bestimmten Person. Das Porträt zeigt häufig nur das Gesicht der Person. Bei der Darstellung mehrerer Personen spricht man von einem Doppelporträt beziehungsweise Familienporträt oder Gruppenporträt. Porträtieren ist das Anfertigen eines Porträts.
Im engeren Sinn versteht man unter einem Porträt ein künstlerisches Bildnis. Ein porträtierender Künstler wird als Porträtist bezeichnet. Manche Porträtisten versuchen, im Porträt auch das Wesen bzw. die Persönlichkeit des Porträtierten anzudeuten, zu karikieren oder zu übersteigern.
Zahlreiche namhafte Maler, Grafiker und Bildhauer haben sich intensiv mit Porträts befasst und dadurch zur Entwicklung einer großen Darstellungsvielfalt beigetragen. Die Porträtmalerei hatte ihre Blütezeit etwa vom Ende des 15. Jahrhunderts bis um 1900. Seit dem 19. Jahrhundert hat die Porträtfotografie die Porträtmalerei ergänzt und ist als szenisches Element auch in die Filmkunst eingegangen.

## Begriffliches
Das Wort „Portrait“ ist aus französisch portrait entlehnt, das auf das Partizip Perfekt von altfranzösisch portraire ‚bilden, entwerfen, darstellen‘ zurückgeht. Dieses wiederum stammt von lateinisch prō-trahere ‚ans Licht bringen, hervorziehen‘.
Inhaltlich wird zwischen Bildnis und Porträt nicht unterschieden. Im Humanismus wurden auch die Begriffe imago oder effigies gebraucht. Eine ebenfalls veraltete Bezeichnung für ein Porträt ist Konterfei. Als Idealbild  oder Idealbildnis benennt man repräsentative Darstellungen von Personen, deren wirkliches Aussehen bildlich nicht überliefert ist (Bildbeispiel: Idealbildnis Kaiser Karls d. Gr.). Das künstlerische Bestreben, über äußerliche Ähnlichkeit hinaus eine bestimmte Persönlichkeit wiederzugeben, kann auch bis zum Idealbild gesteigert werden (Bildbeispiel: Idealbildnisbüste Friedrich Schiller). Demgegenüber unpassend und ungebräuchlich ist der Begriff Bildnis für die Darstellungen von Personen, die eher durch Attribute oder Insignien gekennzeichnet sind und bei denen es nicht auf Wirklichkeitswiedergabe ankommt (Beispiele: Heiligenfiguren, mythologische oder andere fiktive Gestalten, ständische Typen).

## Klassifizierung von Porträts
Die Darstellungsformen werden nach verschiedenen Aspekten bezeichnet: nach der Anzahl der dargestellten Personen sowie – besonders bei Einzelporträts – nach dem Ausschnitt der Figur und nach der Kopfhaltung im Verhältnis zum Betrachter. Überdies werden Bildnisse auch nach ihrer Funktion differenziert (z. B. Herrscherporträt) oder nach der thematischen Ausrichtung (z. B. Kostümbildnis).

### Nach der Anzahl der Personen
- Einzelporträt: Eine einzelne Person wird dargestellt. Dies ist der häufigste Typ des Porträts.

- Doppelporträt: Bei einem Doppelporträt werden zwei Personen in einem Bild dargestellt. Ein bedeutendes frühes Beispiel ist Jan van Eycks Hochzeit des Giovanni Arnolfini mit Giovanna Cenami (1434; London, National Gallery). Berühmt ist auch Rubens’ Selbstporträt mit Isabella Brand in der Geißblattlaube (1609, Alte Pinakothek, München). Das Gemälde Oberbürgermeister von Guaita und Tochter (1817) von Johann Baptist Joseph Bastiné gilt als das einzige „monumentale Doppelbildnis zu dieser Zeit im Rheinland.“[8]

Zwei einzelne Pendant-Bilder, meist von Ehepaaren, sind kein Doppelporträt, obwohl sie zusammengehören und sich nicht selten aufeinander beziehen, z. B. dadurch, dass sich die Porträtierten der beiden Bilder einander zuwenden. Frühe und berühmte Beispiele sind Piero della Francescas Bildnisse von Federigo da Montefeltro und seiner Gemahlin Battista Sforza von 1465 (Uffizien, Florenz) oder Albrecht Dürers Porträts von Hans und Felicitas Tucher von 1499 (Schlossmuseum, Weimar).
- Gruppenporträt: Mehr als zwei Personen werden dargestellt. Hierzu gehört auch das Familienporträt, die Darstellung der gesamten Familie in einem Werk. Dieses Sujet findet sich schon bei Andrea Mantegna in der Ausschmückung der Camera degli Sposi des Palazzo Ducale in Mantua, bei Jakob van Oost dem Älteren in einem Bild Porträt einer Brügger Familie und 1561 bei Familie Berchem von Frans Floris. Das Familienbild war besonders im Biedermeier beliebt. Dies veranschaulichen u. a. die Werke von Johann Baptist Joseph Bastiné und Heinrich Franz Carl Billotte.

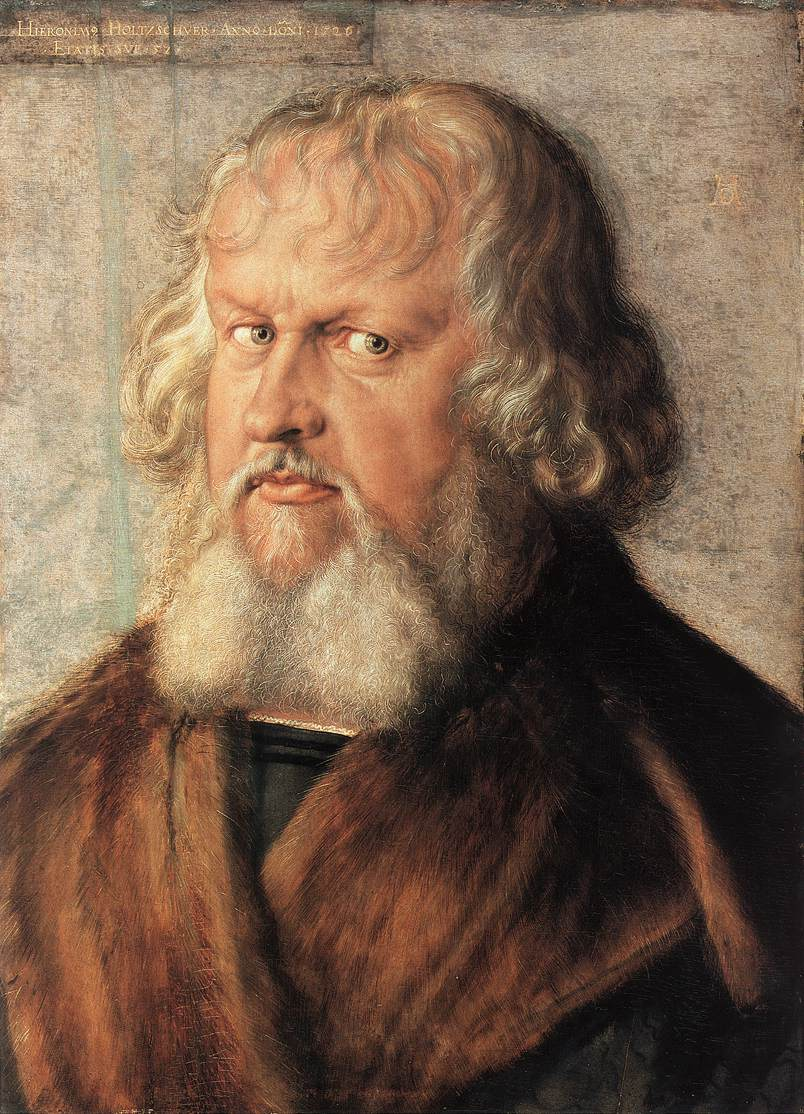
Albrecht Dürer, Porträt des Hieronymus Holzschuher, 1526
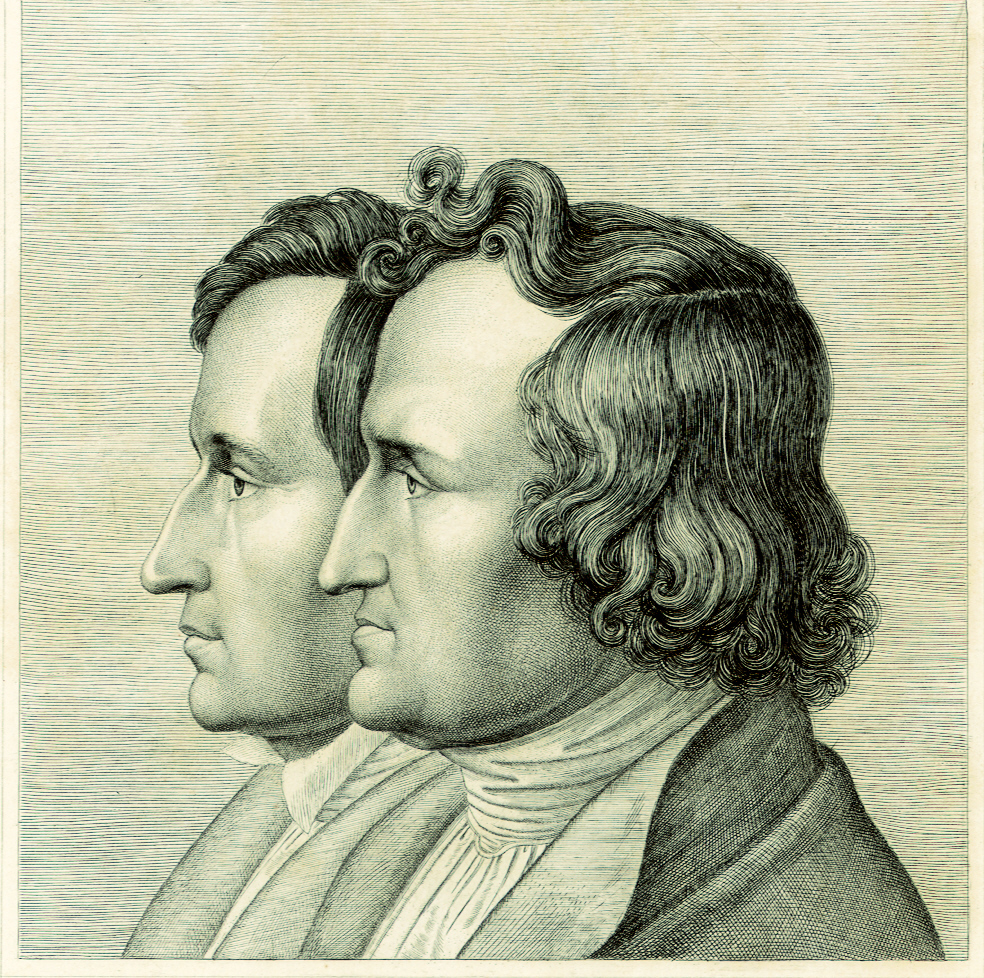
Doppelporträt der Brüder Grimm, 1843
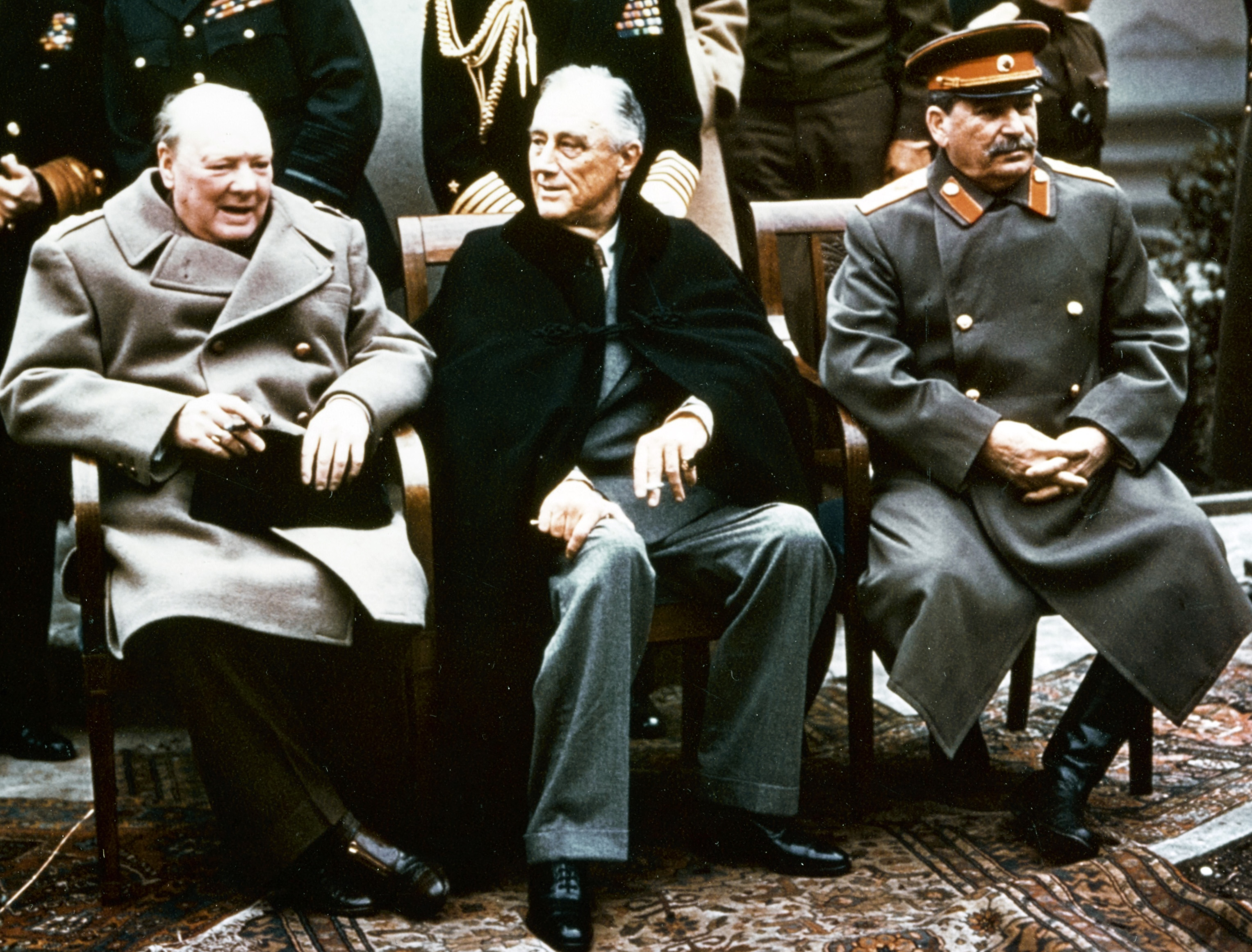
Gruppenporträt, 1945

### Nach dem Ausschnitt
- Ganzfigur: Darstellung stehend oder sitzend. Als Skulptur auch Statue (Standbild) oder Statuette genannt.
- Kniestück: mit Einbeziehung der Knie, stehend oder sitzend.
- Hüftbild: Oberkörper bis zum Schritt.
- Halbfigur: Oberkörper bis zur Taille, unter Einbeziehung der angewinkelten Arme mit den Händen.
- Bruststück oder Brustbild: Kopf mit einem Großteil des Oberkörpers, Schultern und Armabschnitten.
- Schulterstück oder Büste (Büstenporträt): Die Schulteransätze sind mit einbezogen und das Porträt endet auf Achselhöhe.
- Kopfbild: Darstellung mit dem Hals (Halsabschnitt), ohne jeglichen Teil des Rumpfes.

Zu den analogen Begriffen beim Film siehe Einstellungsgröße.

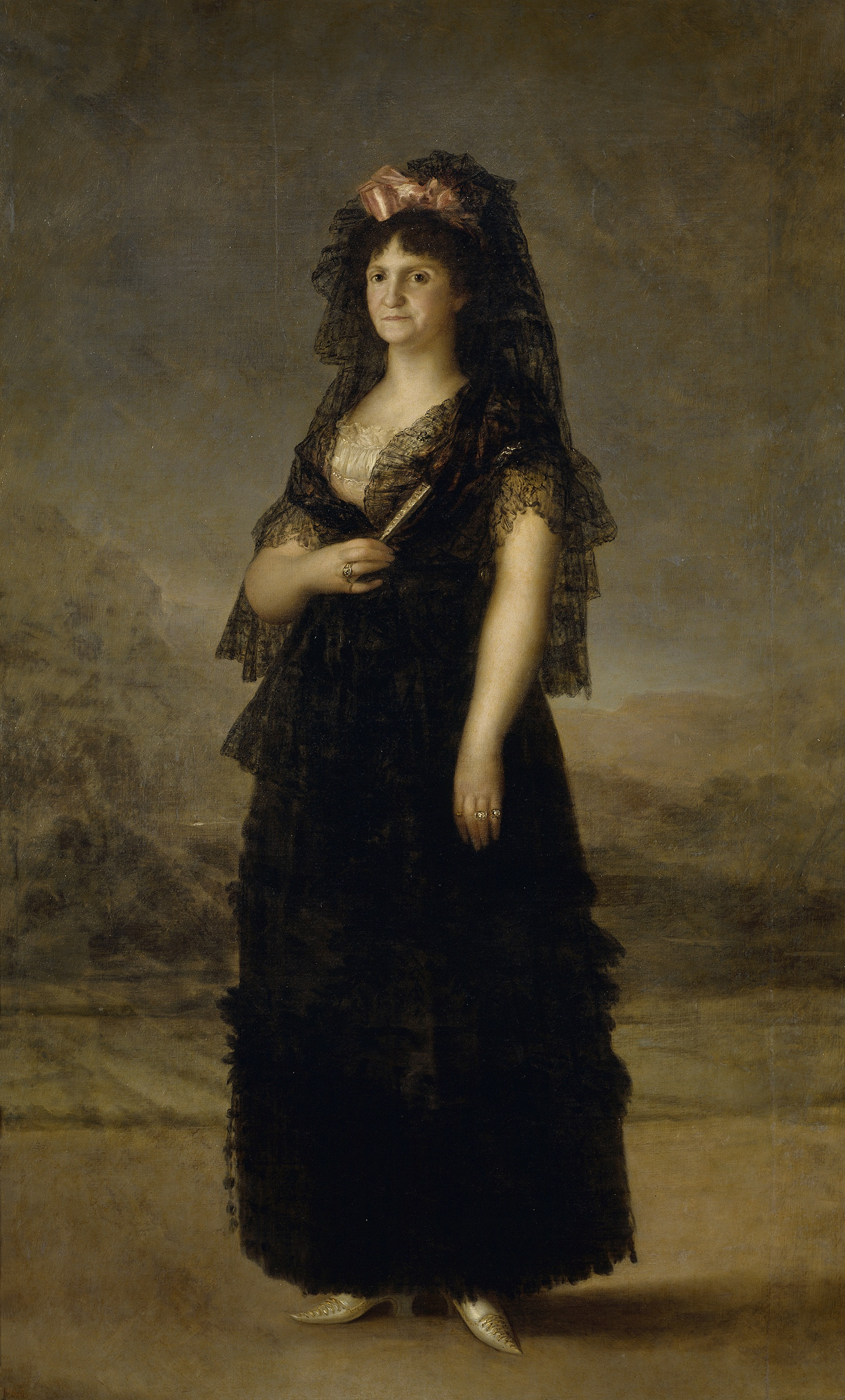
Ganzfigur, stehend Francisco de Goya: Porträt der Königin Maria Luisa, um 1800
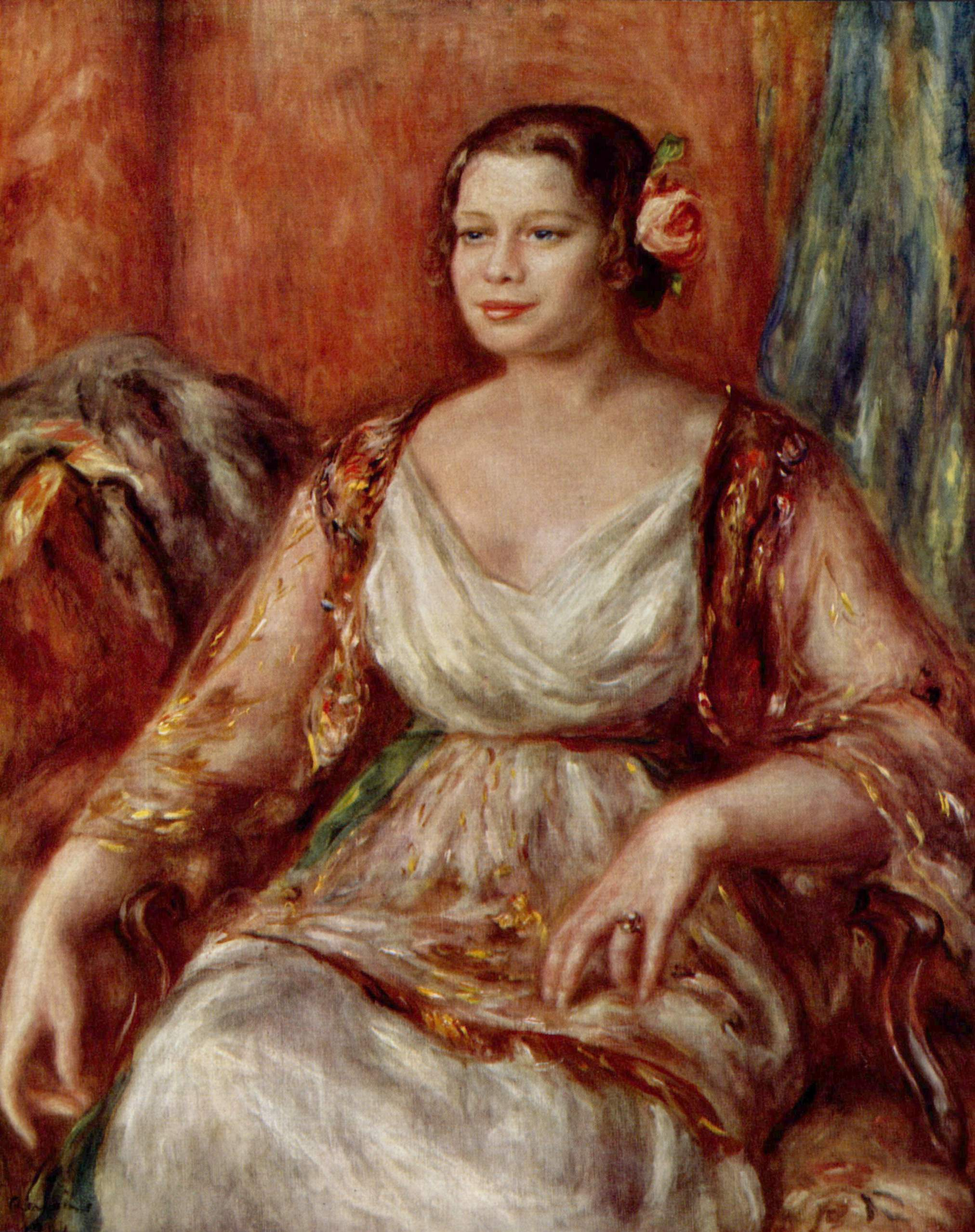
Kniestück, sitzend Auguste Renoir: Porträt der Tilla Durieux, 1914
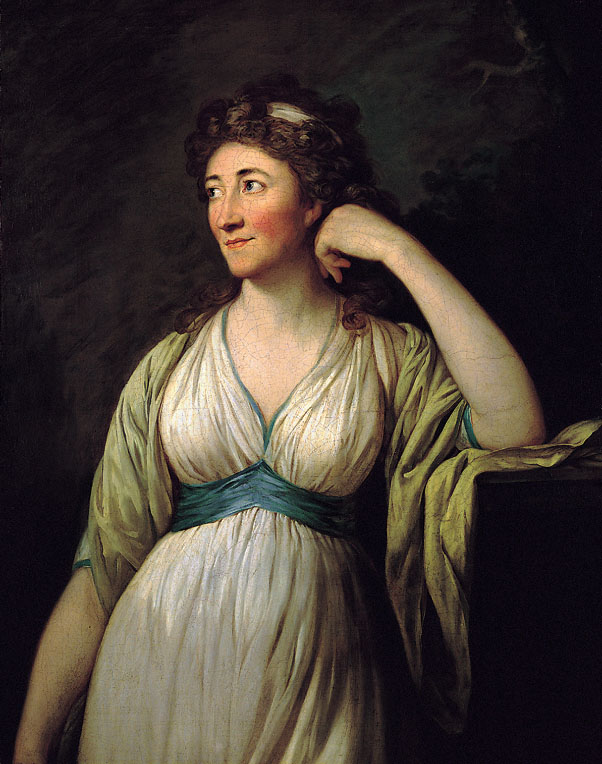
Hüftbild Anton Graff: Bildnis Elisa von der Recke, 1794
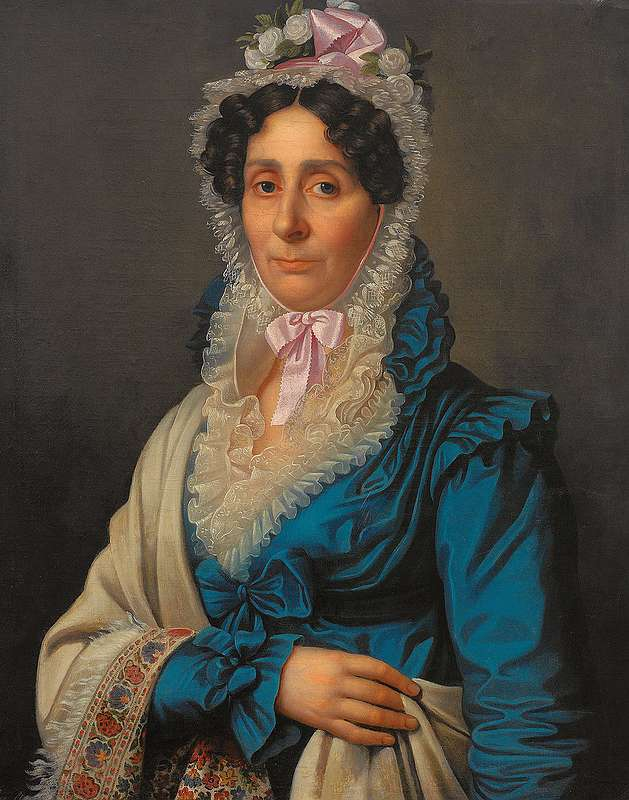
Halbfigur Heinrich Christoph Kolbe: Porträt einer Dame
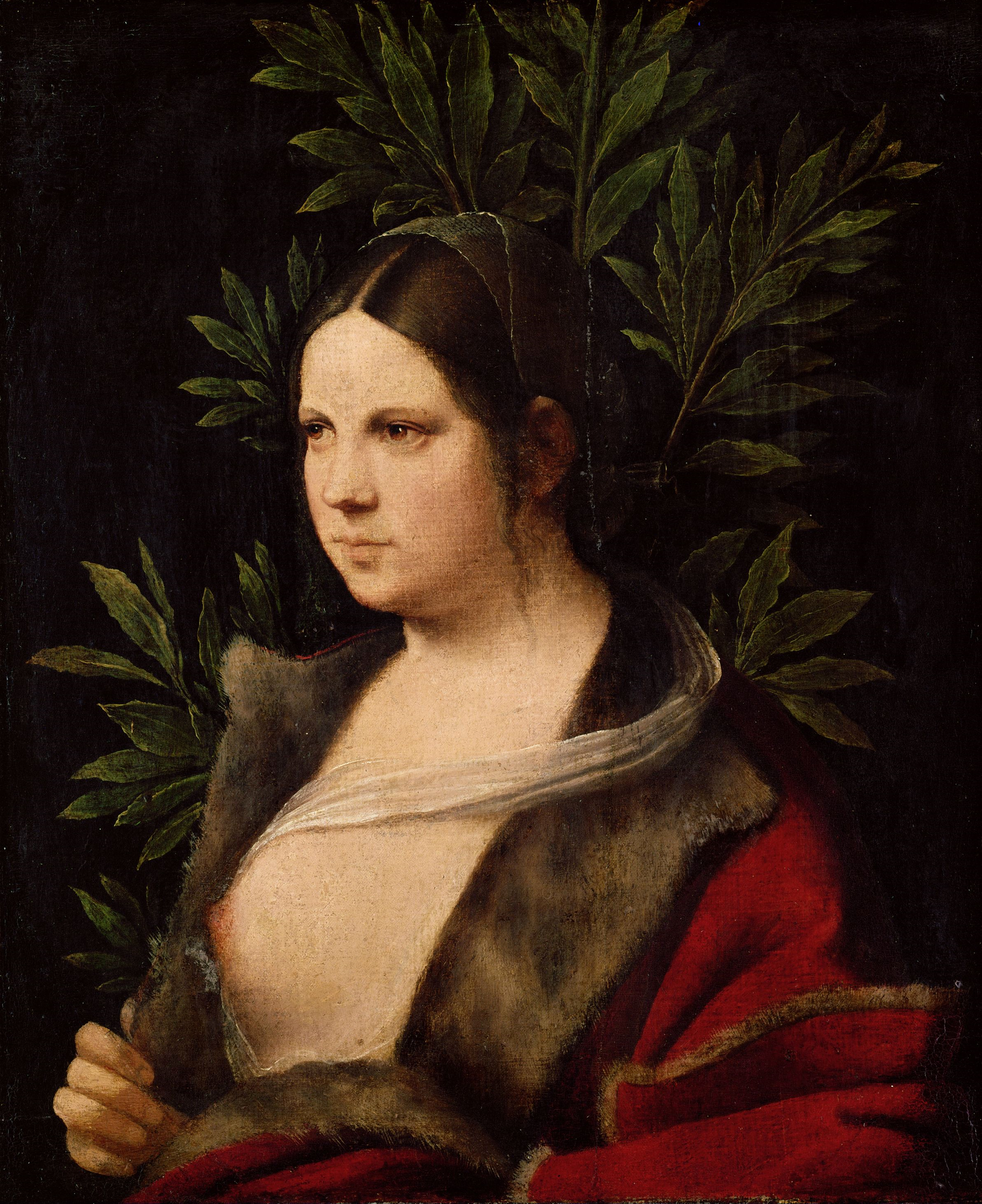
Bruststück Giorgione: Laura, 1506
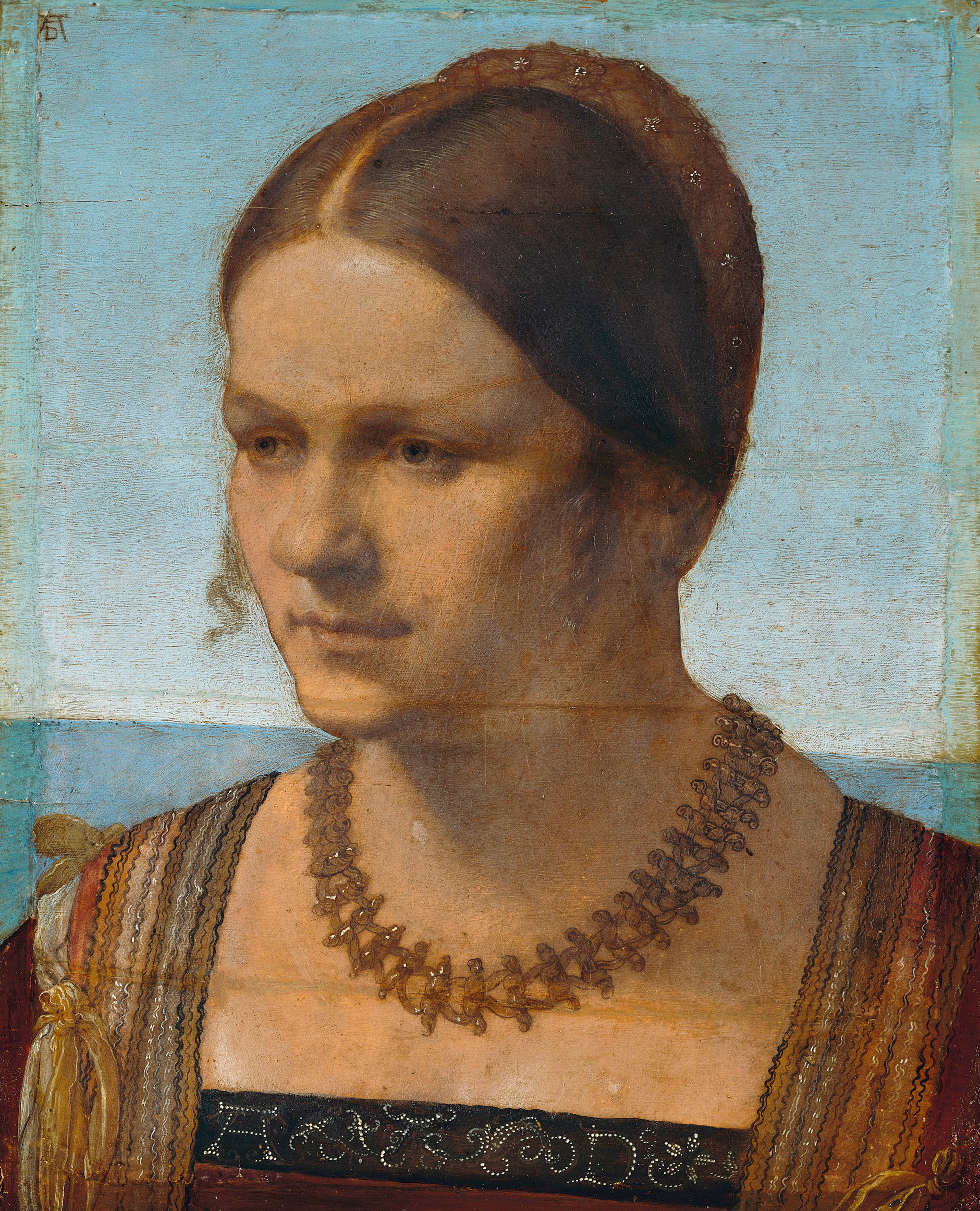
Schulterstück (Büste) Albrecht Dürer: Porträt einer jungen Frau, um 1506
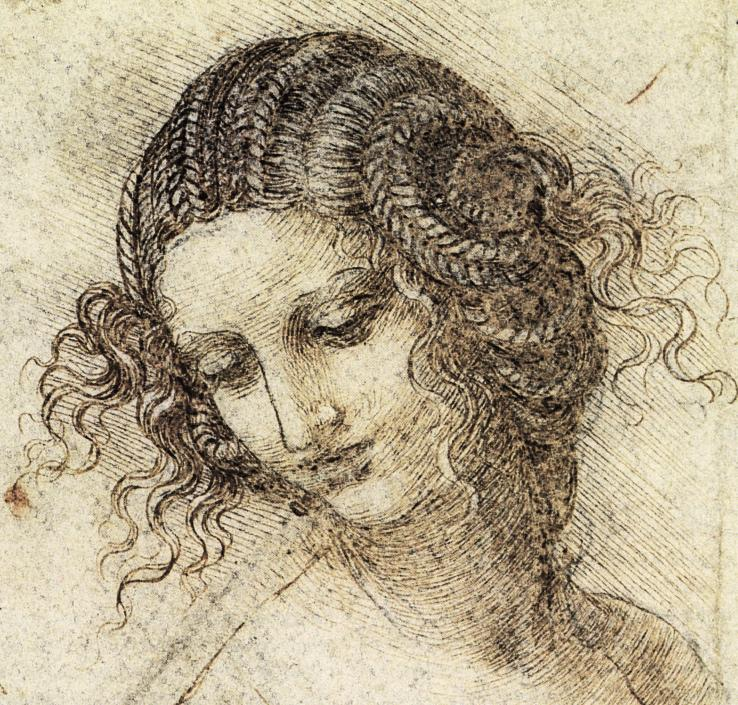
Kopfbild Leonardo da Vinci: Kopf der Leda, Studie, um 1507/1509

### Nach der Kopfhaltung

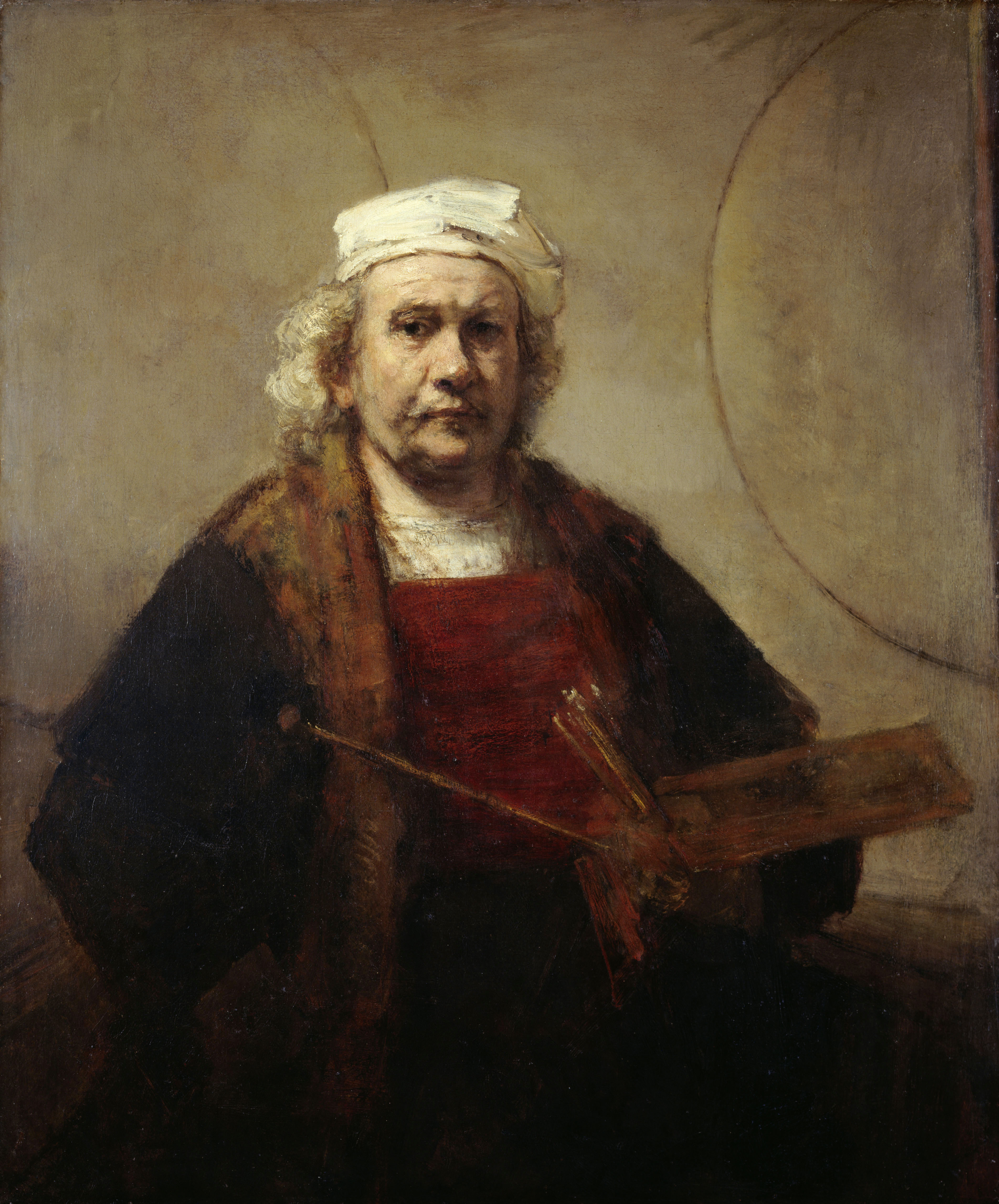
Selbstporträt von Rembrandt, 1660

Bezeichnung für die Kopfhaltung des Dargestellten bzw. den Blickwinkel:
- Frontalansicht (en face): Das Gesicht ist direkt auf den Betrachter gerichtet. Die Darstellung wirkt oft suggestiv[9] und intim, aber auch etwas steif.
- Viertelprofil oder Dreiviertelprofil/-ansicht: (x) Das Gesicht ist leicht aus der Frontalansicht gedreht. Wegen der Rundung des menschlichen Kopfes wird die dem Betrachter zugewandte Seite des Gesichts voll, die vom Betrachter abgewandte Seite verkürzt wiedergegeben. Sie liegt dann auch oft im Schatten. Der Blick der Figur geht nicht mehr starr geradeaus. Gilt als lebendiger als frontal, auch in der Porträtfotografie wird eine leichte Drehung des Kopfes favorisiert.
- Halbprofil: Das Gesicht ist von der Seite dargestellt, wobei das zweite Auge noch zu erkennen ist. Die Figur blickt in der Regel zum Betrachter.
- Dreiviertelprofil oder Viertelprofil/-ansicht: (x) Ein Überwiegen von en profil gegenüber der Halbansicht: Die Nase überragt oft die Kontur, das zweite Auge ist halb verdeckt bis nur angedeutet. Anmutiger als strenges Profil. Falls die Figur den Betrachter anblickt, kann der seitwärts gerichtete Blick tiefgründig wirken.
- Profilansicht (en profil): Das Gesicht wird von der Seite abgebildet. Darstellungen im Profil nach dem Vorbild römischer Kaisermünzen galten als charakter- und würdevollste Darstellung des Menschen. Profilbilder als Schattenriss wurden seit dem 15. Jahrhundert bis ins 19. Jahrhundert häufig angefertigt.
- Verlorenes Profil (profil perdu): „Dreiviertelansicht von hinten“, es sind nur die Konturen der Wangenknochen erkennbar.

(x) Anmerkung: Die Benennung Viertel-/Dreiviertel- ist in der Literatur uneinheitlich.

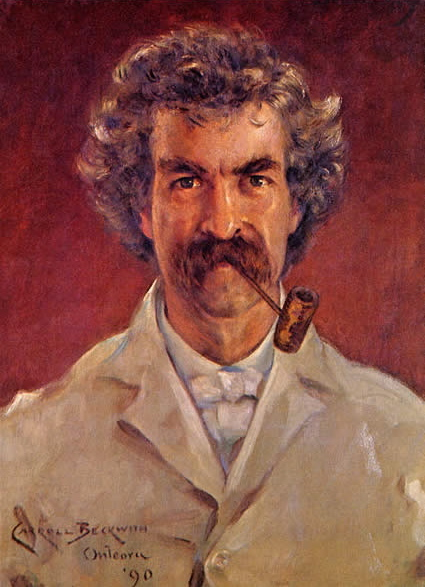
Frontalansicht James Carroll Beckwith: Porträt des Mark Twain, 1890
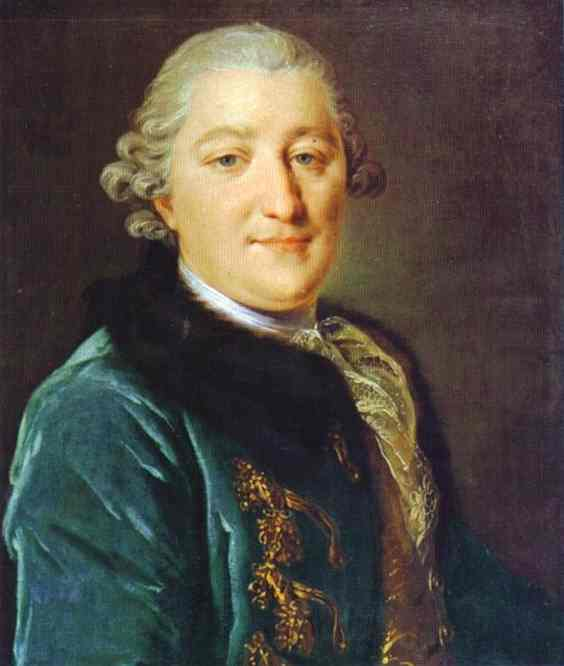
(Drei-)Viertelprofil (x) Porträt des Grafen I.G. Orlow, 1762/65
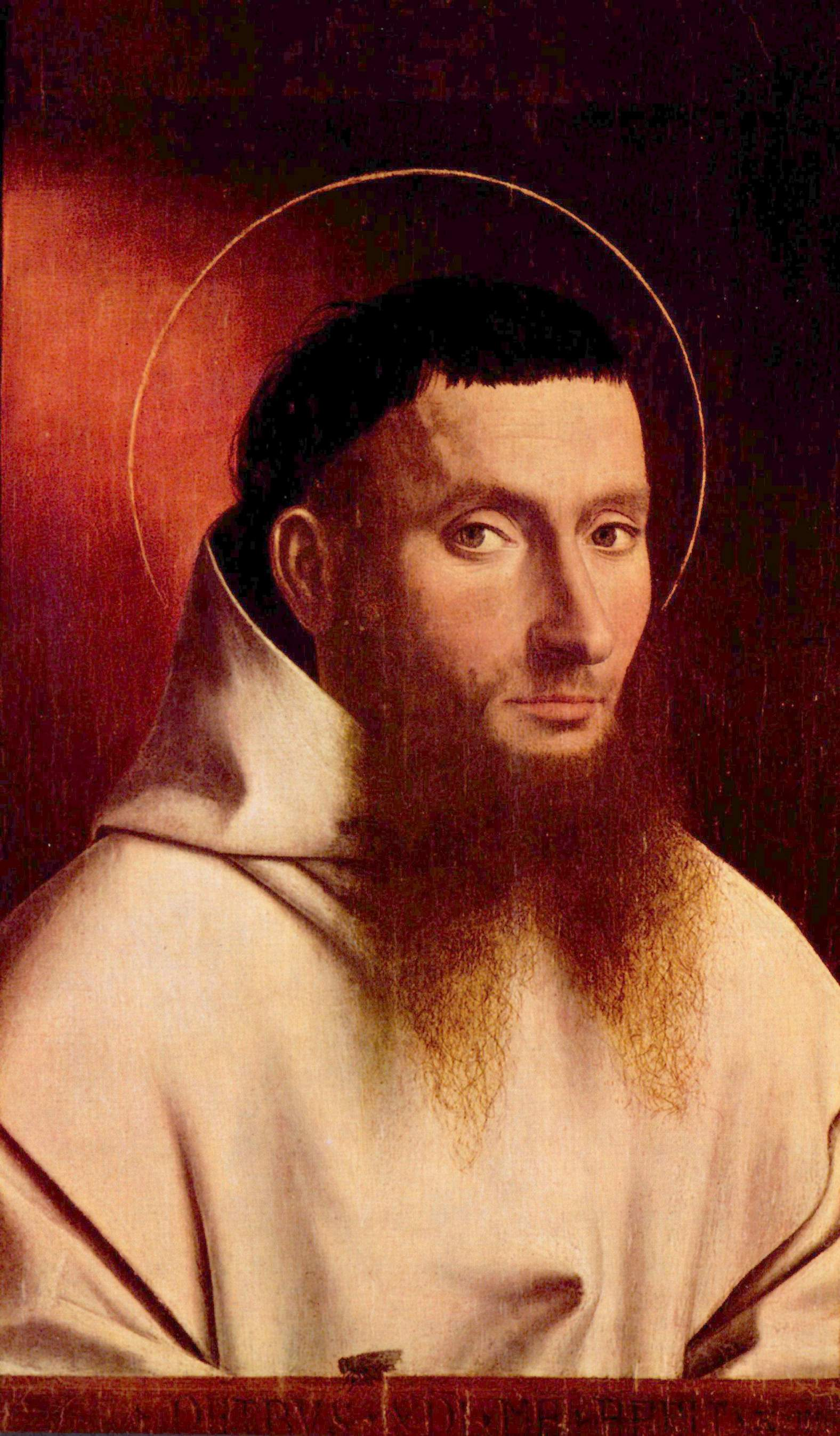
Halbprofil Petrus Christus: Porträt eines Kartäusers, 1446
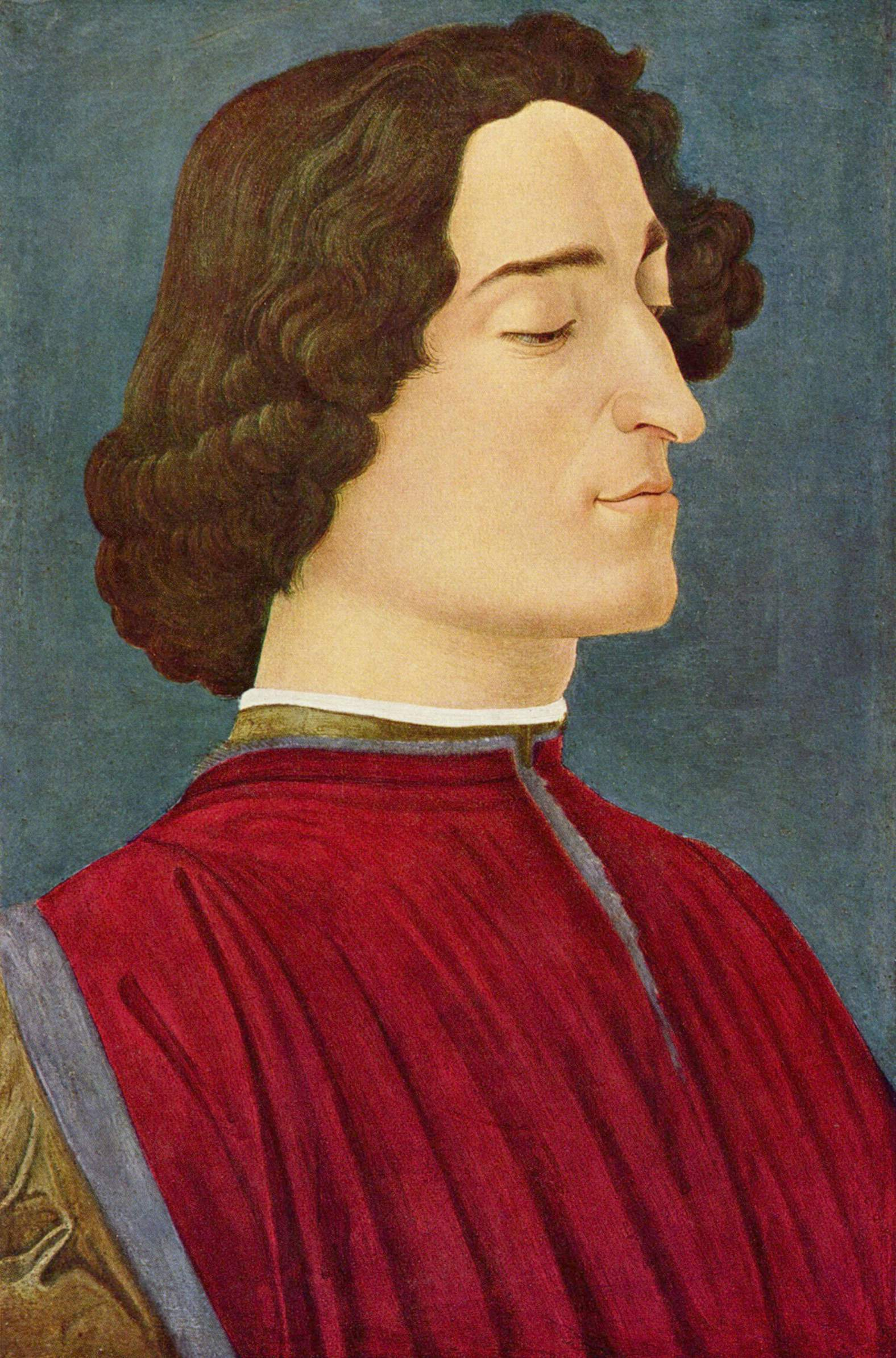
(Drei-)Viertelprofil (x) Porträt des Giuliano de’ Medici, um 1478
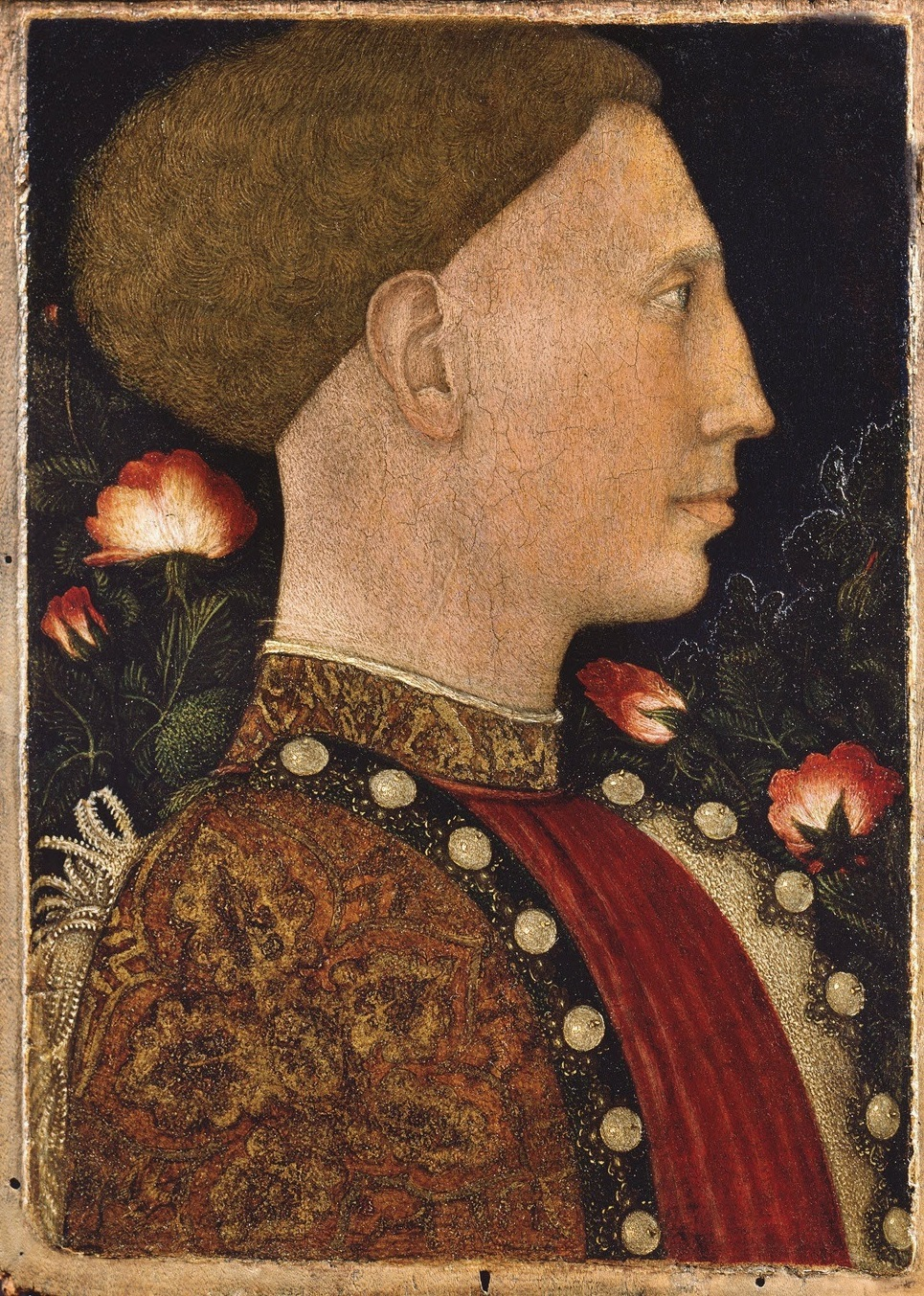
Profil Pisanello: Porträt des Lionello d’Este, 1441
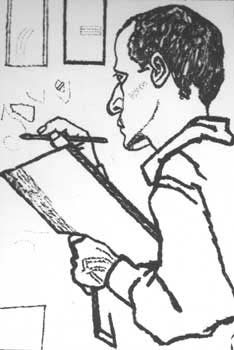
Verlorenes Profil Pawel Filonow: Selbstporträt

### Besondere Arten des Porträts
Je nach Thema bzw. Zweck gibt es unterschiedliche Arten (Themenbereiche) von Porträts, wie zum Beispiel Ahnenbildnis, Aktporträt, Ehegattenbildnis, Familienbildnis, Herrscherbildnis, Idealporträt, Karikatur, Passfoto, Reiterporträt, Rollenporträt, Selbstporträt, Standesporträt, Stifterbildnis, Touristenporträt oder Tronie.

#### Selbstporträt
Das Porträt eines Künstlers von sich selbst bzw. seinem eigenen Bild ist das Selbstporträt. Selbstporträts zählen zu den berühmtesten Werken zahlreicher Künstler. Weltweite Verbreitung hat das Selbstporträt in der Fotografie erlangt. In den letzten Jahren wurden Selbstporträts in sozialen Netzen vermehrt als Selfies verbreitet.

#### Idealporträt
Das Idealporträt stellt ein dem Künstler nicht persönlich bekanntes Individuum als erfundenen Charaktertypus dar (z. B. Köpfe des sagenhaften Homer). Es soll das Wesen, nicht jedoch die realistische Gestalt der betreffenden Person versinnbildlichen oder idealisieren. Diese Bildnisgestaltung ist bereits aus griechischer Zeit bekannt.
Darstellungen von Figuren aus Mythologie, Bibel, Sage und fiktionaler Literatur werden gewöhnlich nicht als Bildnis oder Porträt bezeichnet, obwohl sie in gewisser Weise Idealporträts sind.

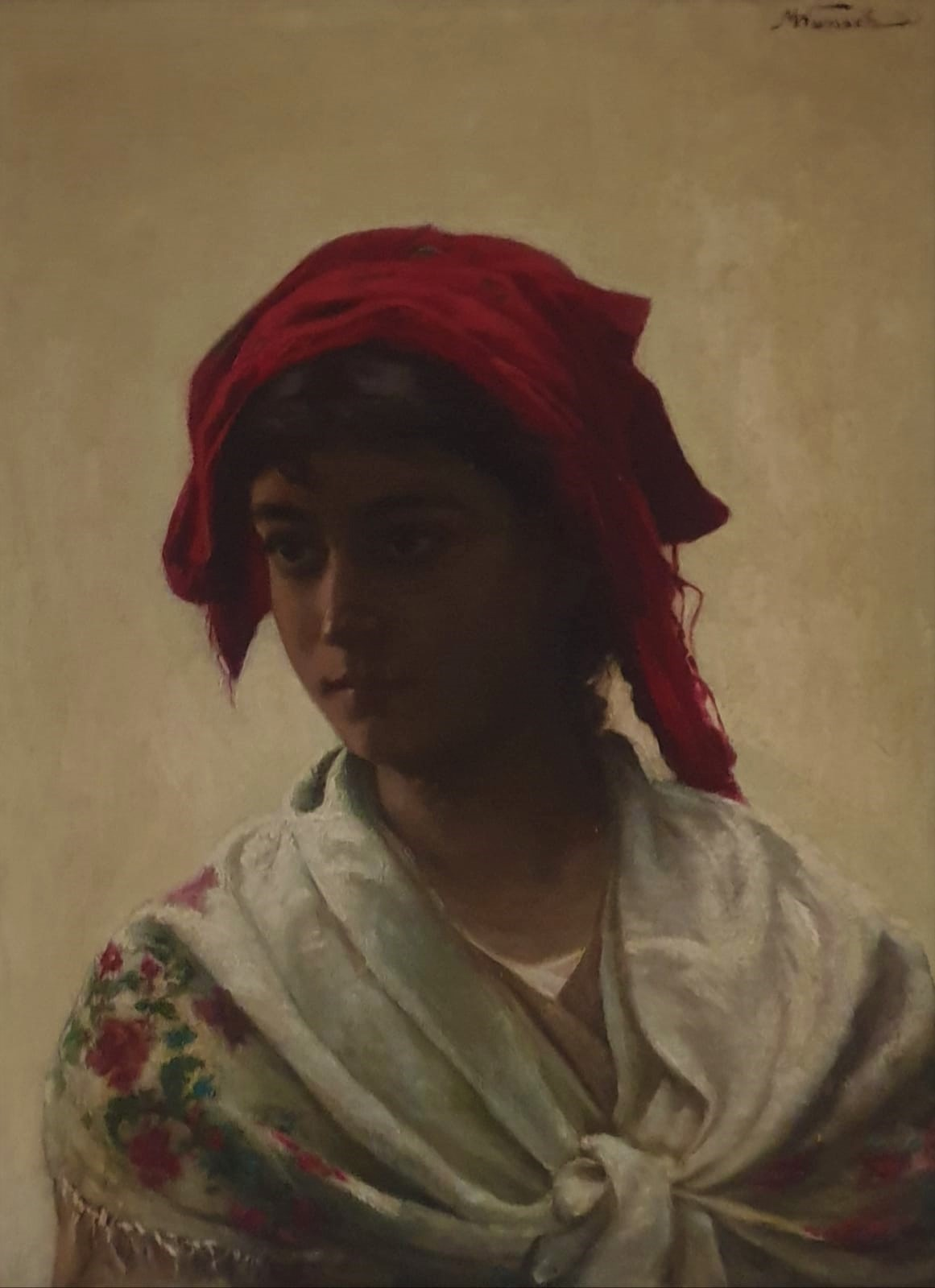
Marie Wunsch: Bildnis eines italienischen Mädchens, um 1890

#### Tronie
Ein Tronie ist ein ausdrucksvolles Porträtgemälde, das aus der persönlichen Vorstellungskraft des Malers entstand, gelegentlich unter Zuhilfenahme eines Modells, um Position und Proportionen optimal zu gestalten. Diese Phantasieporträts konnten idealisierend sein, waren es aber nicht zwangsläufig.

#### Standesporträt

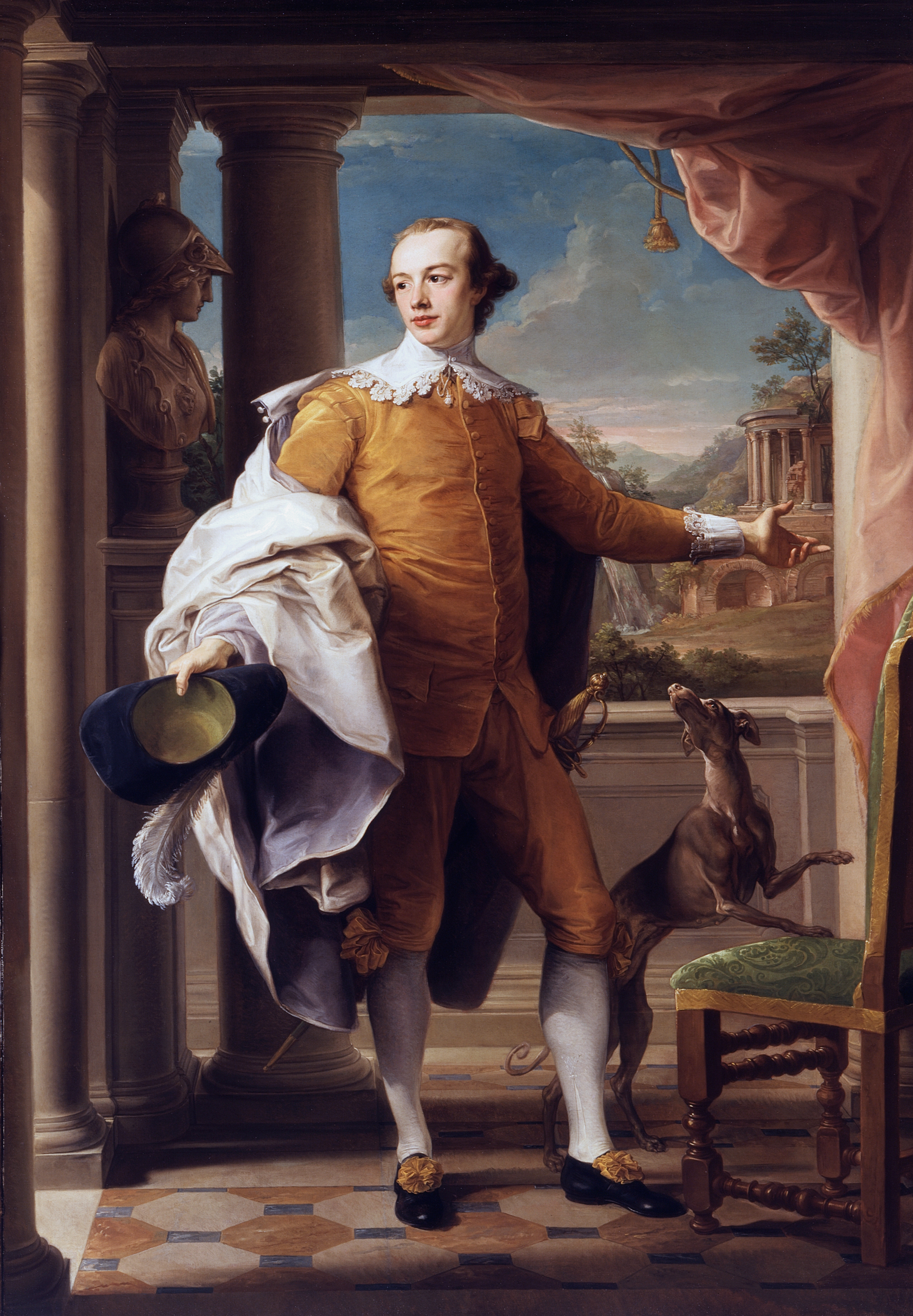
Pompeo Batoni: Sir Wyndham Knatchbull-Wyndham, 1759, Los Angeles County Museum of Art

Zu Beginn des 16. Jahrhunderts, als man die Herrschaft von Adelsdynastien als
gottgegeben ansah, kam auch dem „Standesporträt“ eine Schlüsselrolle zu. Es vermittelt dem Betrachter das Aussehen des Dargestellten, seinen Stand in der Gesellschaft und der Familienmitglieder. Diese Porträts waren in die „repräsentative Öffentlichkeit“ des Hofs eingebunden. Präsentiert in Ahnengalerien bezeugten sie die vornehme Herkunft der Familie.
Zur Charakterisierung des Ranges diente die Kleidung. Im Heiligen Römischen Reich war die seit 1497 entworfene und 1530 genehmigte Kleiderordnung maßgebend, die Reichspolizeiordnung (RPO) für Kleider und Luxusordnung. Auf diese Weise lässt sich anhand der Garderobe und des Schmucks der gesellschaftliche Stand ablesen. Kaiser Maximilian I. setzte Anfang des 16. Jahrhunderts sein Porträt zu Propagandazwecken ein. Dieser Bildtyp des „Staatsporträts“ wurde 1519 von Albrecht Dürer mit seinen Gemälden Kaiser Maximilian I. und Jakob Fugger begründet. Die Würde des Dargestellten wird durch eine auf das Wesentliche konzentrierte Wiedergabe verdeutlicht. Auch die Physiognomien wurden entsprechend dem Status angepasst.

#### Touristenporträt
Pompeo Batoni ist der Erfinder des Touristenporträts. Er entwickelte diesen Porträttyp für englische Touristen in Rom, die sich vor Relikten antiker Architektur malen ließen. Eines der bekanntesten Werke dieses Typus ist Johann Heinrich Wilhelm Tischbeins Goethe in der Campagna 1786/7. Das Touristenporträt verbindet gesellschaftliche Attribute und Souvenir-Darstellungen.  Laut A. M. Kluxen beginnt mit den englischen Touristenporträts des 18. Jahrhunderts das Ende des Standesporträts, Das Touristenporträt stelle eine Stufe des Übergangs vom Standesporträt zum ständeunabhängigen Gesellschaftsporträt dar.

#### Miniaturen
Zu den persönlichsten Formen des Porträts zählen die Miniaturporträts, die oft als Erinnerung an einen geliebten Menschen in Auftrag gegeben und geschätzt wurden. Seit dem frühen 16. Jahrhundert spezialisierten sich Künstler auf diese kleinen Porträts auf Papier, Pergament, Metall und vor allem Elfenbein, das für die Wiedergabe des Inkarnats besonders geeignet war. Die Porträts wurden oft als Medaillons in teure goldene Rahmen gefasst und konnten an einer Kette getragen werden. Eine erste Blütezeit dieser Miniaturen gab es bereits um 1600 im elisabethanischen und jakobinischen England, später auch im Empire und Biedermeier, also Ende des 18. und im frühen 19. Jahrhundert.

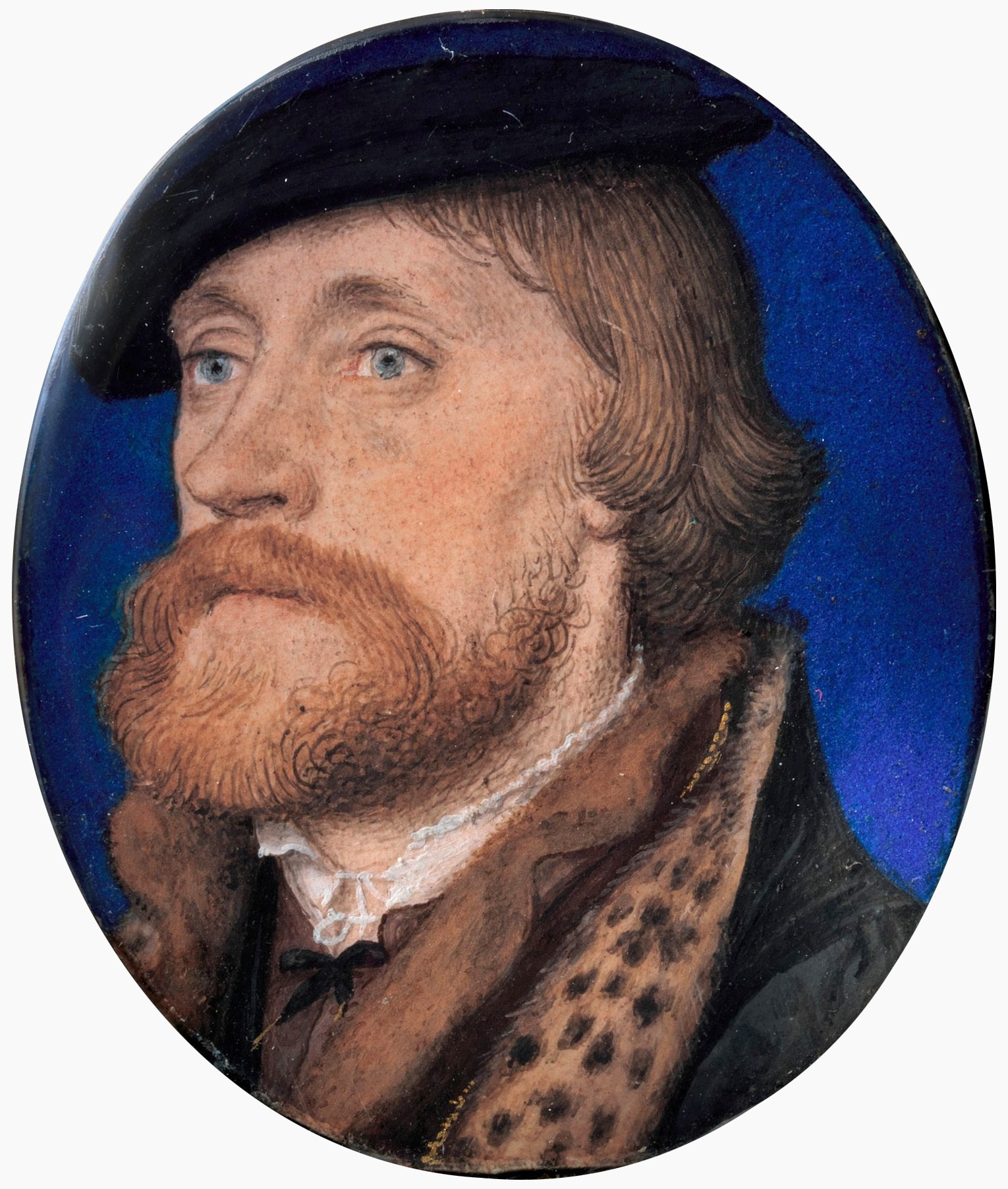
Hans Holbein der Jüngere: Thomas Wriothesley, um 1535, Vellum auf Karton aufgezogen, 28 × 25 mm
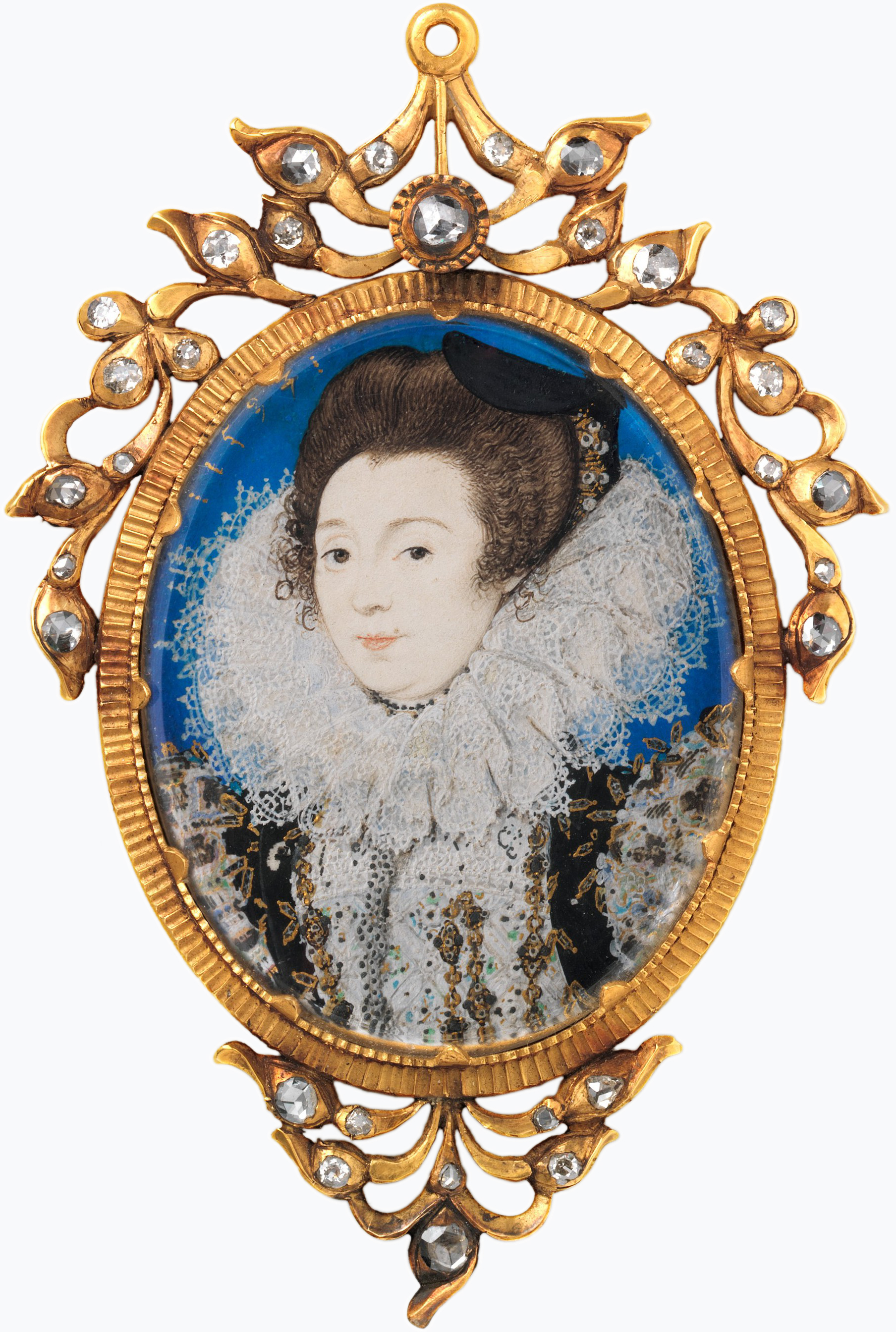
Nicholas Hilliard: Portrait of a Woman, 1597, Vellum (47 × 39 mm)
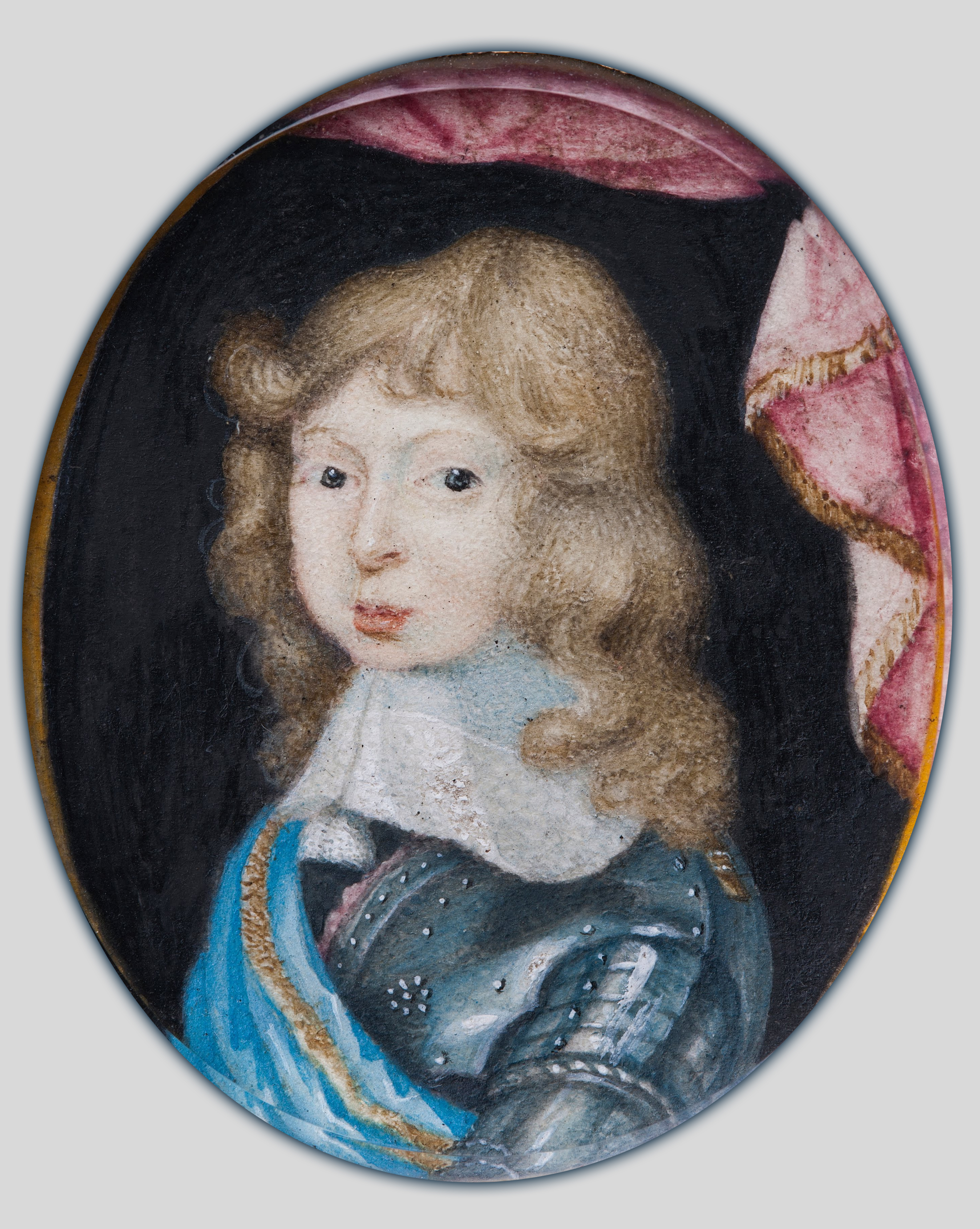
Pierre Signac: Karl XI. als Kind, um 1662, Gouache auf Pergament, 38×33 mm
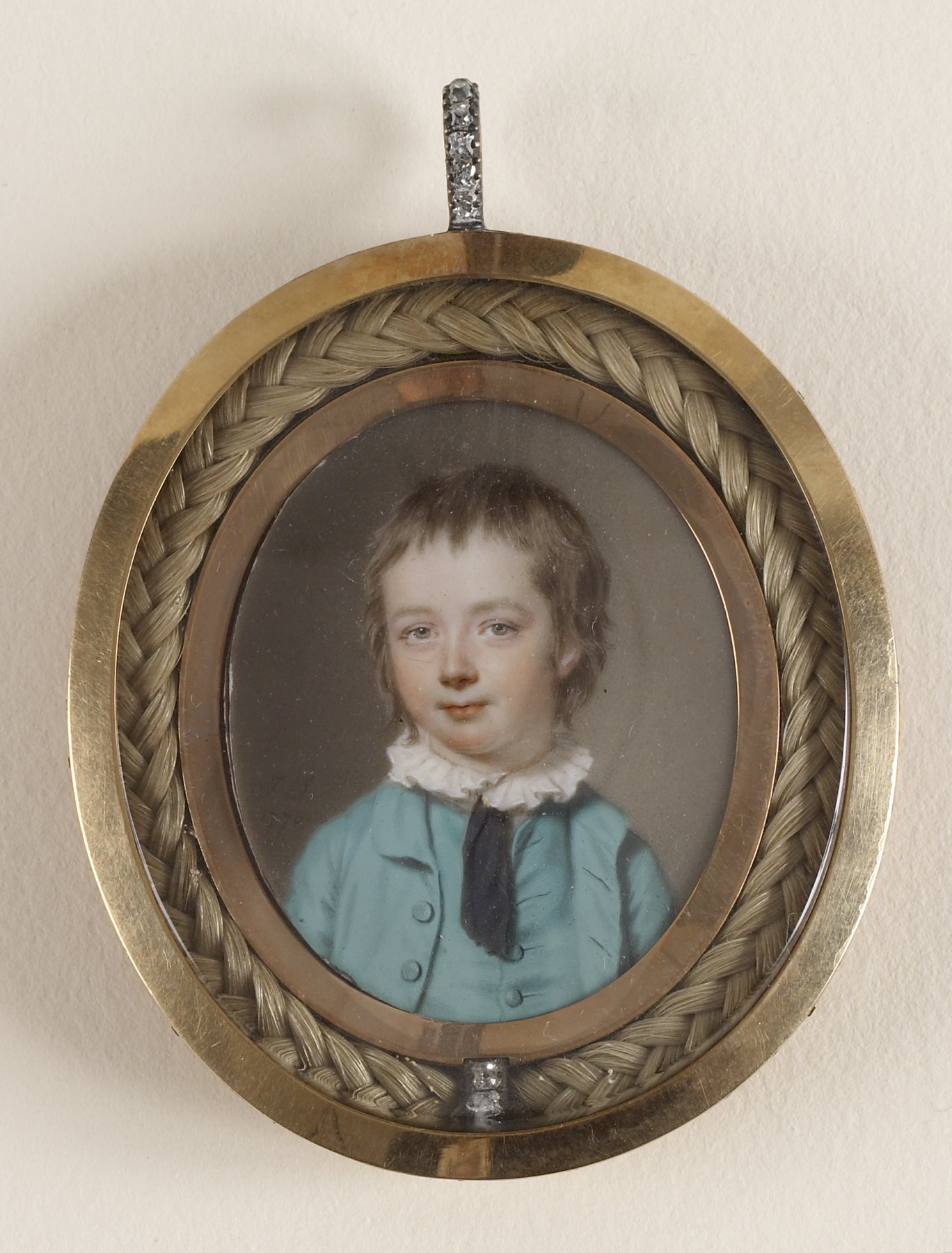
John Smart: Portrait of a boy, 1770; Wasserfarbe auf Elfenbein, 31,8×38,1 mm
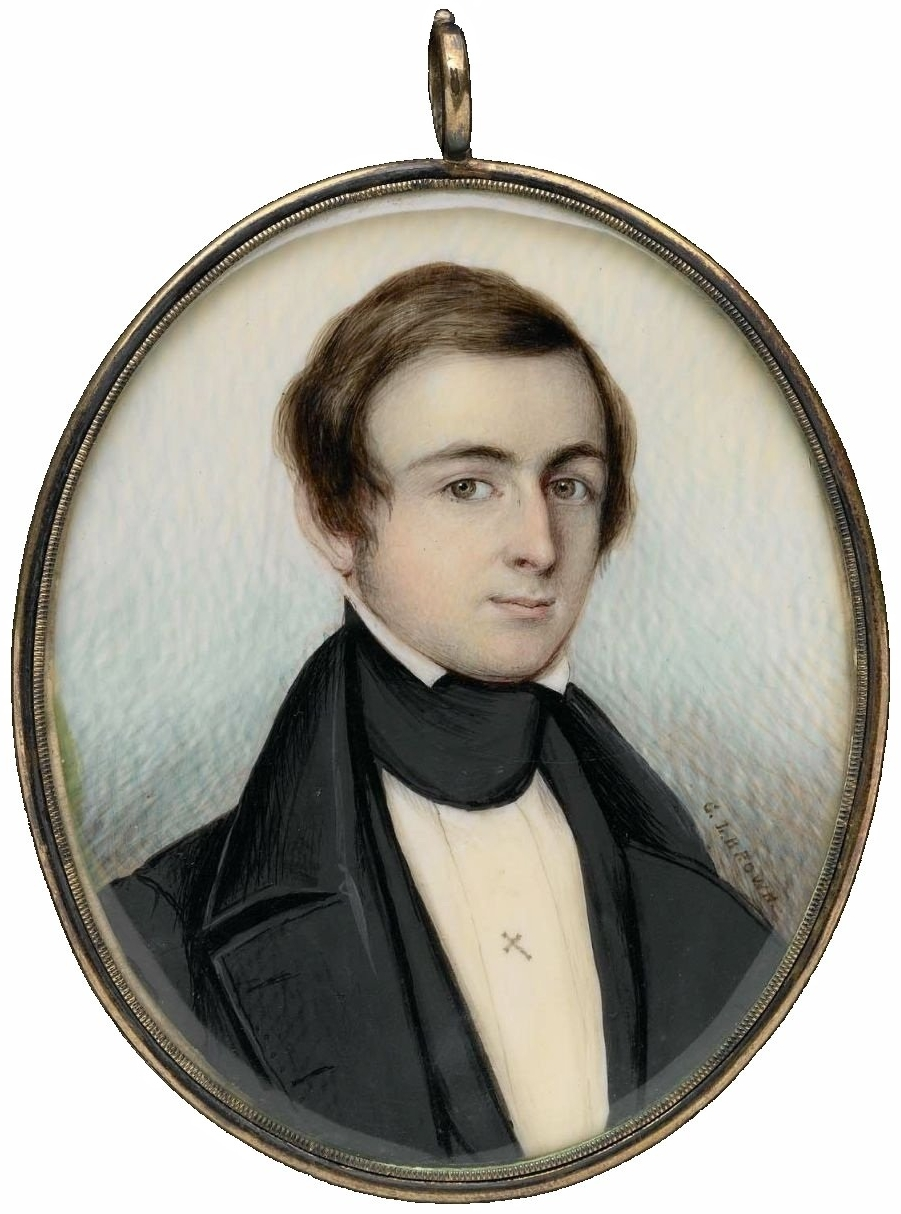
George Loring Brown: Josuah Richardson Bigelow, 1839; Wasserfarbe auf Elfenbein, 69,8×63 mm

#### Reiterporträt
Ein Reiterporträt stellt die Person zu Pferde dar. Dabei handelt es sich sehr häufig um Bildnisse von Herrschern und/oder von Kriegshelden, also um eine besonders repräsentative und martialische Form des Herrscherbildes als Kriegsheld. Ursprünglich wurde dies vor allem als Skulptur gepflegt, wofür das Reiterstandbild des Mark Aurel in den Kapitolinischen Museen in Rom ein Beispiel aus der Antike ist. Als Gemälde tritt es im 15. Jahrhundert mit einigen Fresken im Dom von Florenz auf, die nach wie vor als Imitation von Skulpturen gemalt sind, u. a. Paolo Uccellos Reiterbild des Giovanni Acuto (= John Hawkwood) von 1436. Tizian schuf 1547 mit seinem Gemälde Kaiser Karl V. nach der Schlacht bei Mühlberg (Prado, Madrid) den gültigen Prototyp des Reiterporträts in gemalter Form. Andere bedeutende Beispiele schufen Diego Velázquez (Reiterporträts Philipps IV., des infanten Baltasar Carlos und des Conde Duque de Olivares), Anthonis van Dyck (Reiterporträts mit König Karl I.) oder René-Antoine Houasse mit dem Reiterporträt Ludwigs XIV. (1674, Schloss Versailles). Frauen wurden nur relativ selten zu Pferde gemalt. Ausnahmen sind Velázquez’ Bildnis von Königin Isabella (1635, Prado, Madrid) und einige Porträts der Kaiserin Elisabeth gen. „Sisi“, die eine passionierte Sportreiterin war; letztere stehen eher im Kontext des Jagd- oder Sportreitens und stammen u. a. von Wilhelm Richter, der viele Pferdebilder malte.

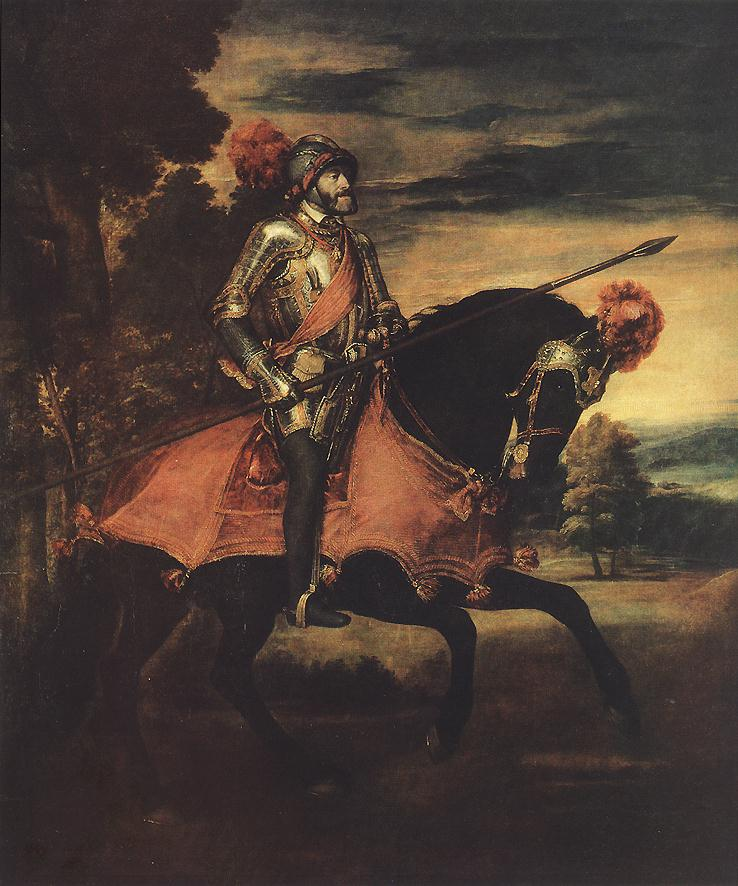
Kaiser Karl V. nach der Schlacht bei Mühlberg, Ölgemälde von Tizian, 1548 (Prado, Madrid)
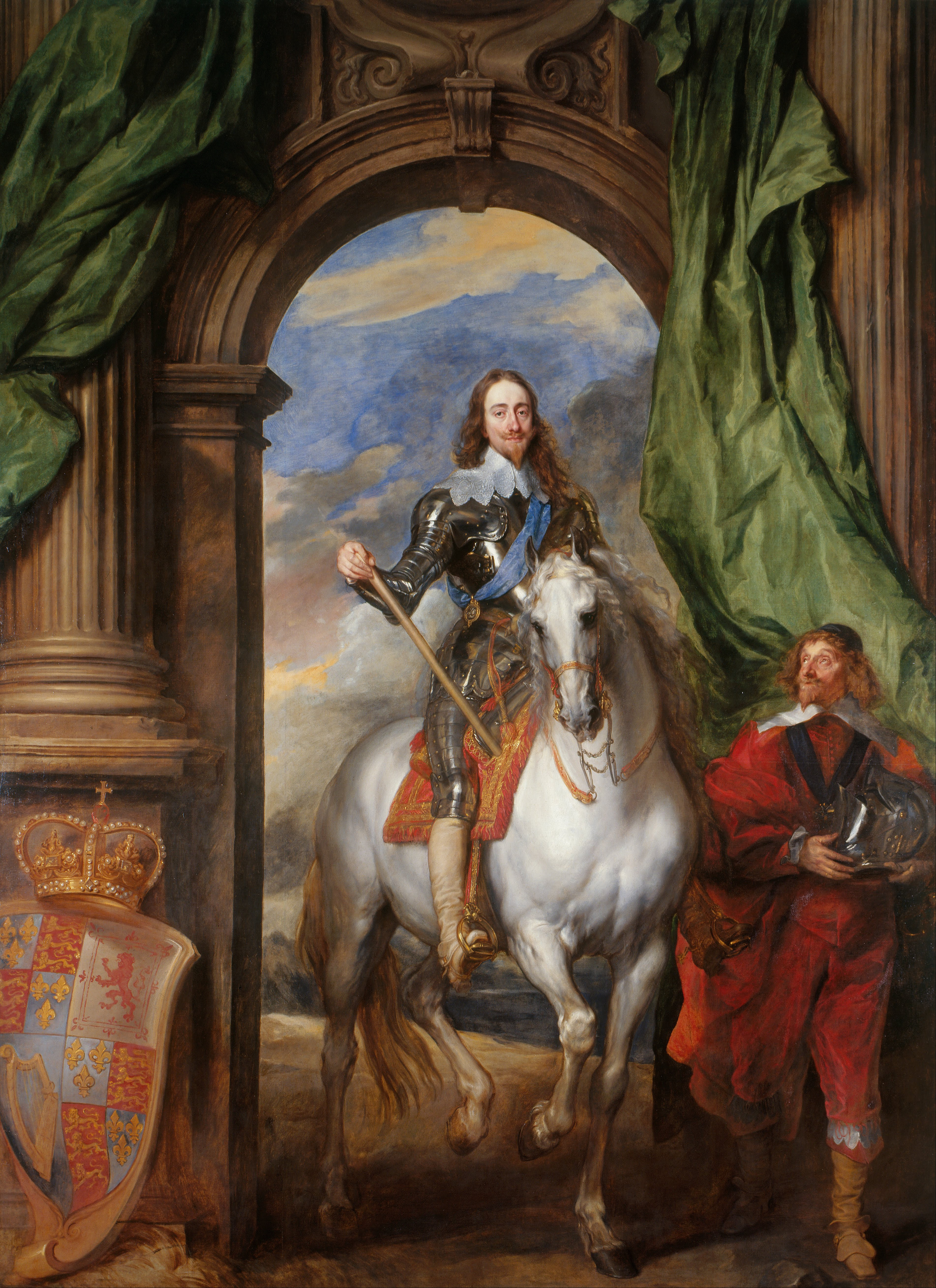
Karl I. mit M. de St. Antoine, Ölgemälde von Anthonis van Dyck, 1633 (Windsor Castle)
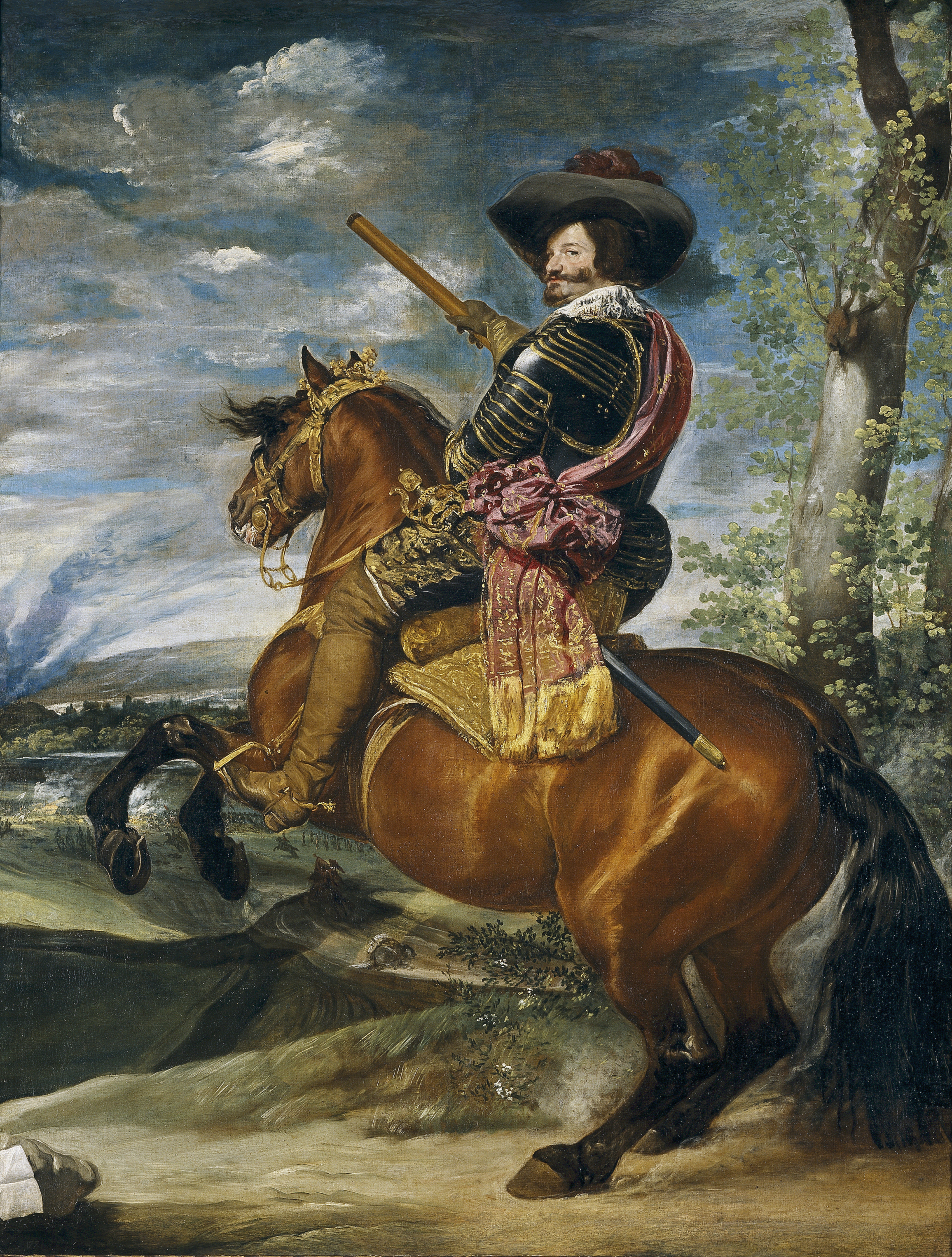
Conde Duque de Olivares zu Pferde, Ölgemälde von Diego Velázquez, 1634 (Prado, Madrid)
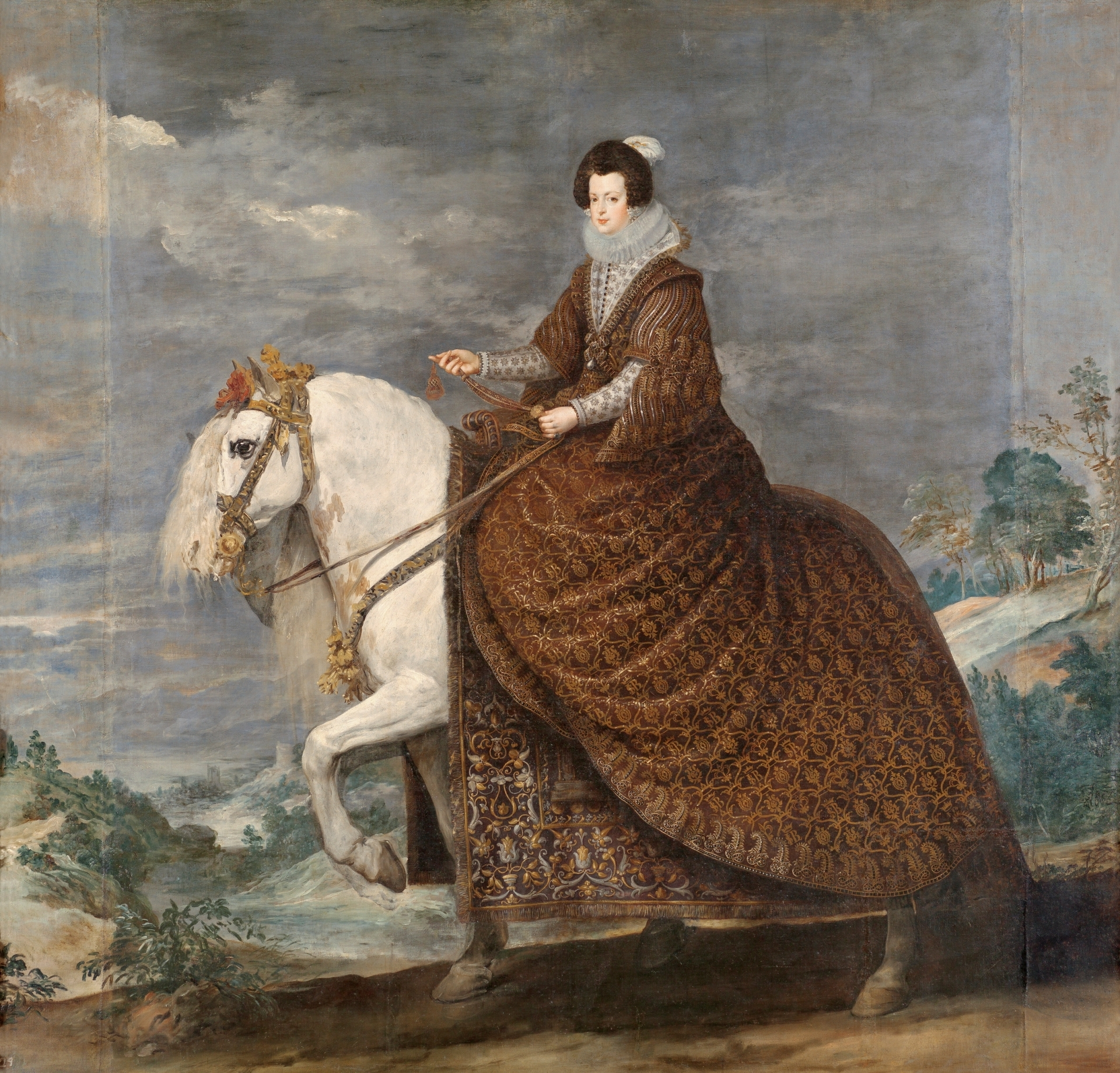
Königin Isabella zu Pferde, Ölgemälde von Diego Velázquez, 1635 (Prado, Madrid)
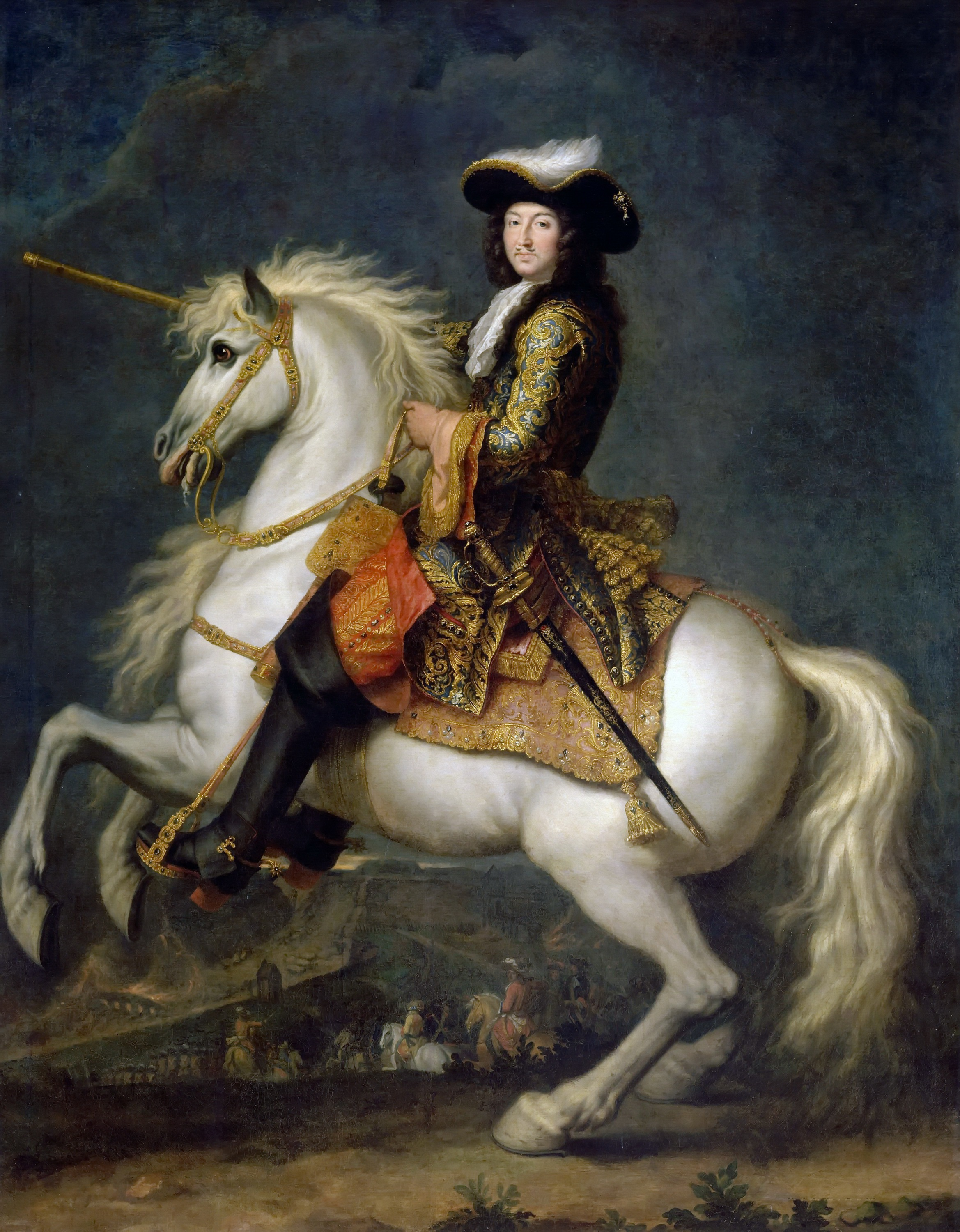
Reiterporträt Ludwig XIV., Ölgemälde von René-Antoine Houasse, circa 1674 (Schloss Versailles)
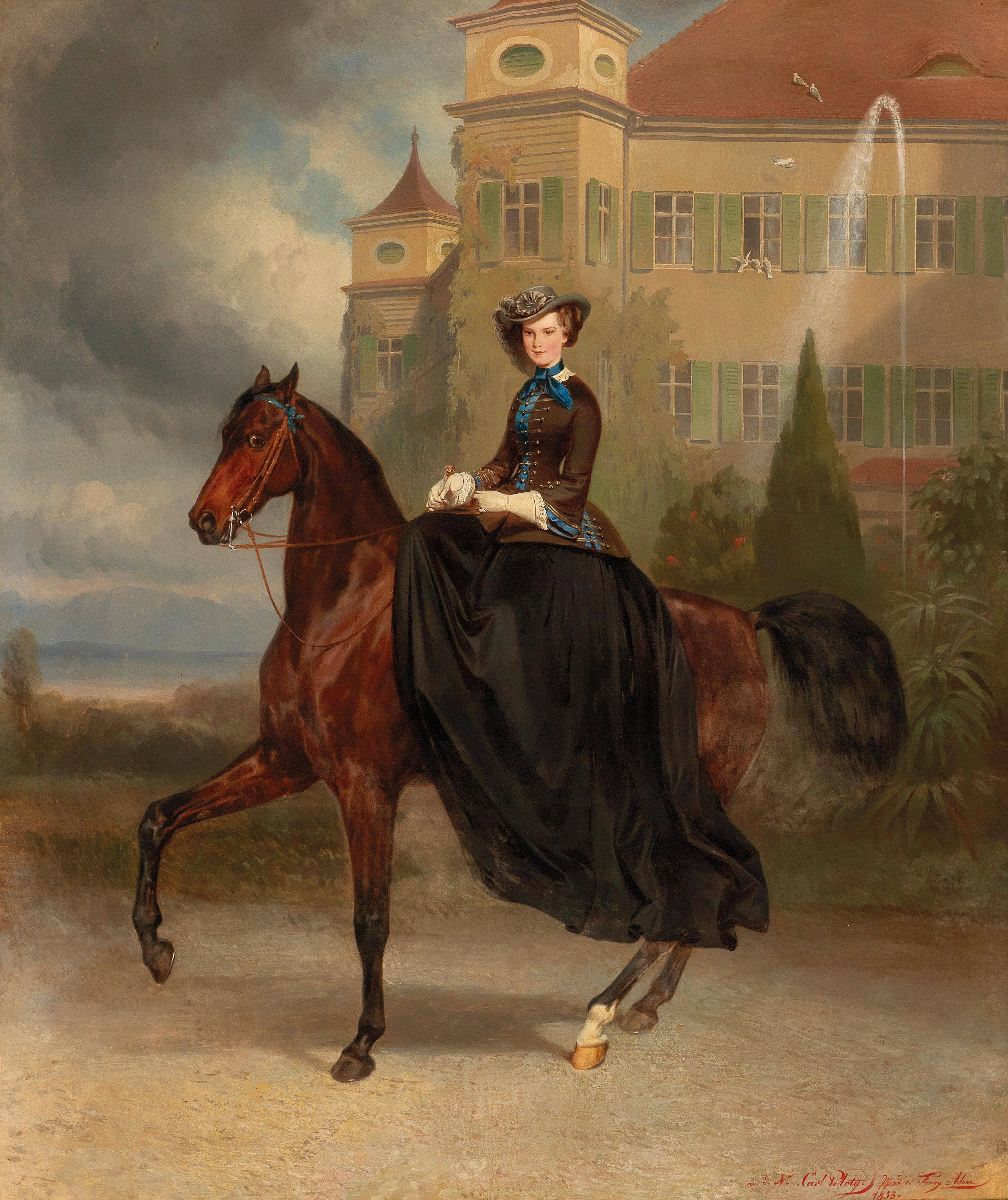
Franz Adam und Carl Theodor von Piloty: Elisabeth in Bayern zu Pferde, 1853

## Geschichte des Porträts in Kunst und Kultur

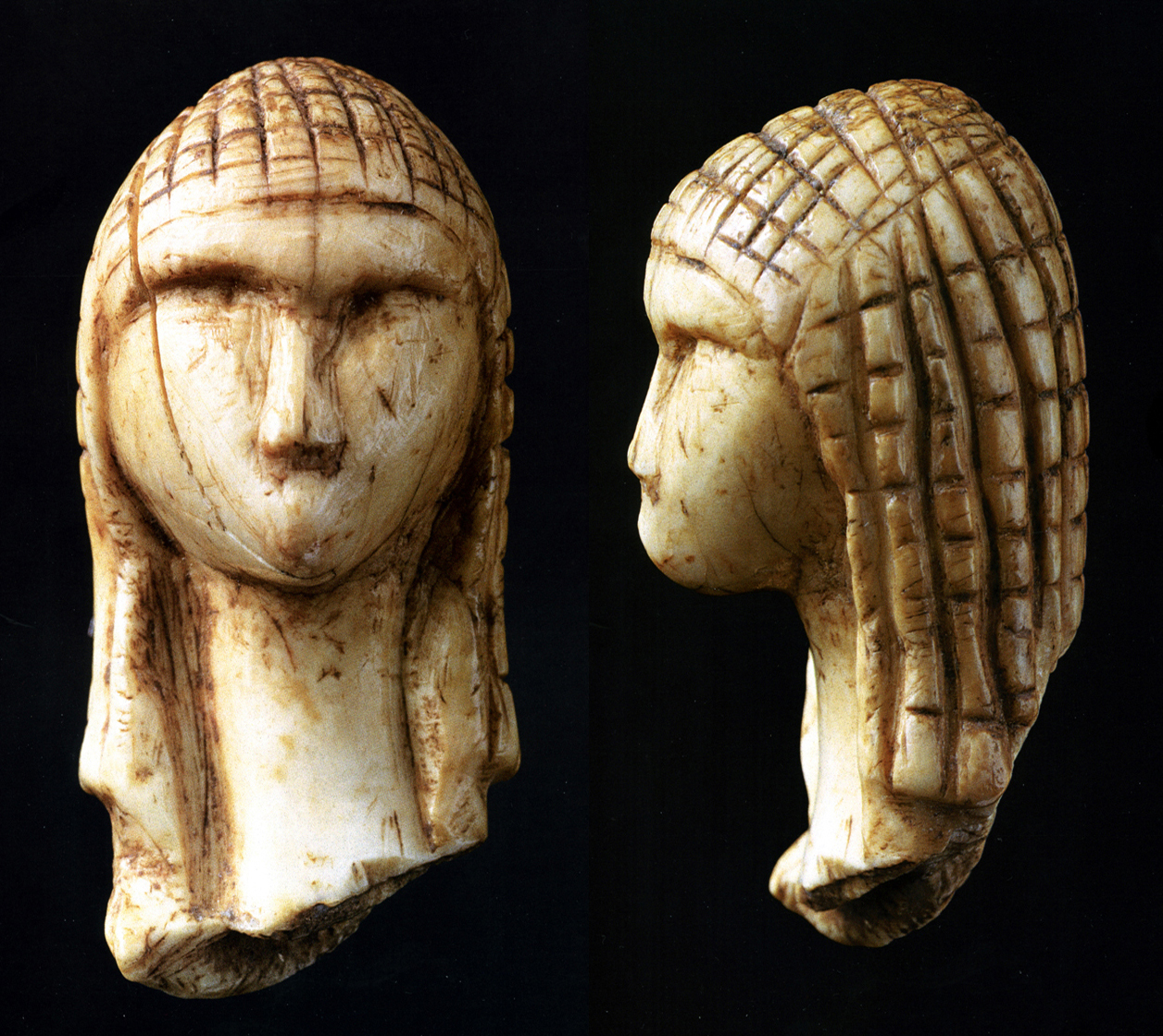
Die Dame von Brassempouy, ca. 29000–22000 v. Chr.

Prähistorie: Die Darstellung der menschlichen Figur gehört zu den ältesten Motiven der Geschichte der Malerei und der Bildhauerei. Individuelle Gesichtszüge wurden zunächst nicht dargestellt, man beschränkte sich darauf, Gegenstände wie Speer, Krone oder Standesabzeichen als individuelle und persönliche Attribute darzustellen. Gesichter wurden in den Menschendarstellungen der Steinzeit gar nicht oder nur schematisch wiedergegeben.
Mykenische Kultur: Die wohl bedeutendste Totenmaske ist die sogenannte Goldmaske des Agamemnon. Diese stellt vermutlich ein idealisiertes Bildnis eines mykenischen Fürsten dar und stammt aus der Zeit um 1500 v. Chr.
Ägypten: In der ägyptischen Kunst entstanden die ersten porträtähnlichen Plastiken und Malereien (Grabmalkunst). Die ersten ägyptischen Porträts hatten religiösen Charakter. Oft wurden auch Könige porträtiert, die als irdische Repräsentanz der Gottheit galten. Bereits 2600–2160 vor Christus gab es Bilder mit individuellen Porträts und Gruppenbilder. Um 1551–1070 vor Christus erreichte die persönliche Porträtdarstellung ihren Höhepunkt in Ägypten; es gab Modellbüsten. Um 1400 v. Chr. entstand das erste tradierte Büstenporträt: die Büste der Nofretete. Es folgt die Totenmaske des Tutanchamun. Sie ist kein Abbild einer realistischen Physiognomie, sondern ein zeit- und kulturtypisches ägyptisches Idealantlitz. Während der Zeit der Römer um 50 n. Chr. entstandenen Mumienporträts. Sie dienten als Grabbeigaben.
Griechenland: Das Ideal-Porträt charakterisiert die griechische Kunst. In der griechischen Antike legte man wenig Wert auf Porträtähnlichkeit. Die Abbildungen sollten eher idealisierte Menschendarstellungen sein (Homer).
Hellenismus: Im Hellenismus entstanden die ersten Kopfbilder auf Münzen, z. B. Alexander der Große als Apoll.

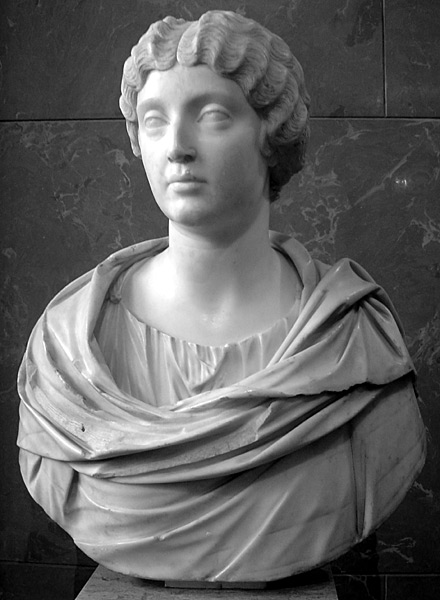
Faustina, Gattin des Marc Aurel

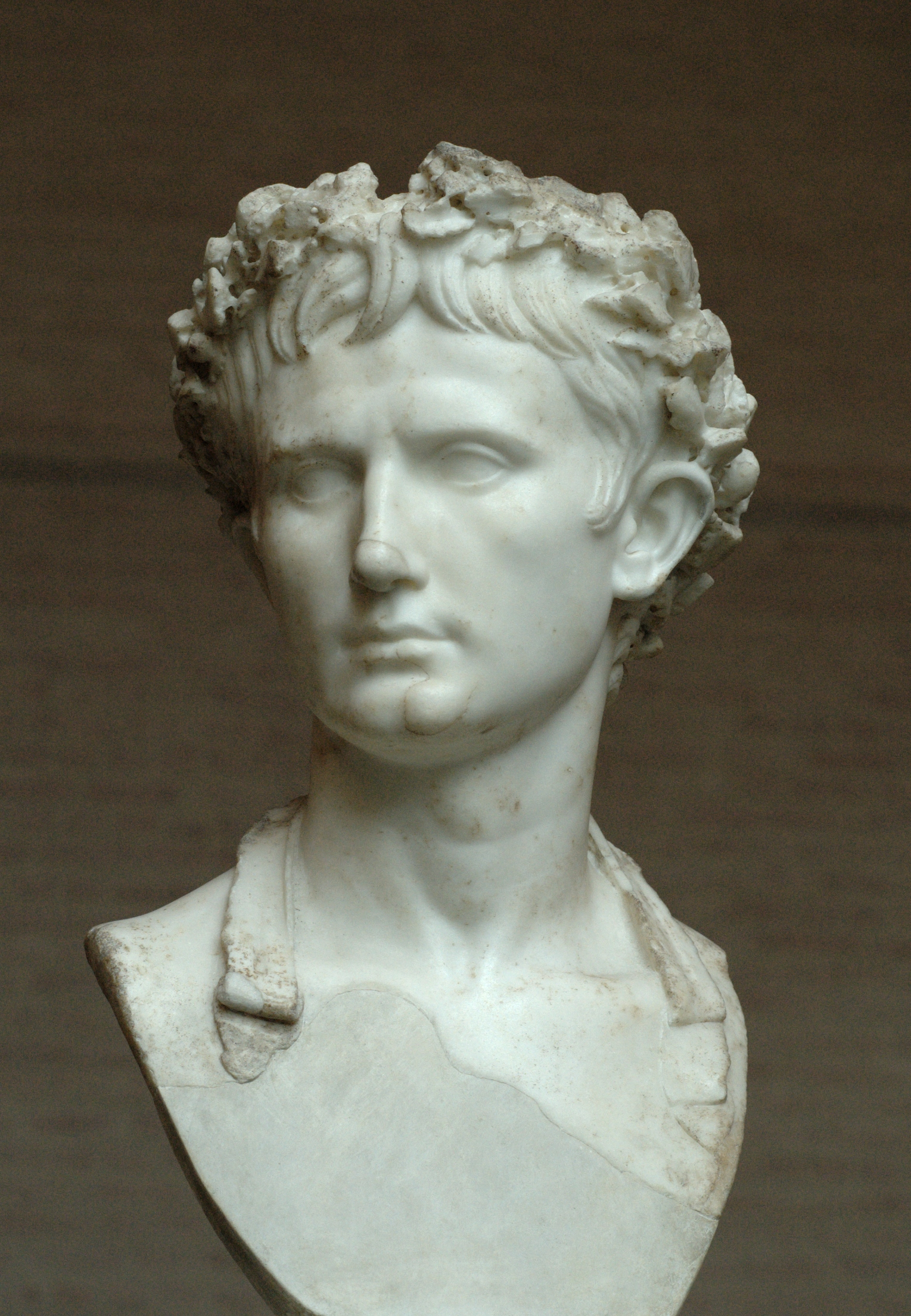
Augustus (63 v. Chr. – 14 n. Chr.)

Römische Kunst: In römischen Häusern hingen Totenmasken der Vorfahren im Atrium. „Ihre Taten und Leistungen waren darunter verzeichnet“. Aus den Totenmasken entwickelte sich das Porträt.
Genaue Porträtähnlichkeit wurde in den Porträtbüsten zunächst nicht angestrebt: Porträts des Kaisers Augustus, die während seiner gesamten Regierungszeit entstanden, spiegeln nicht den Alterungsprozess wider. Für die Porträtdarstellung römischer Bürger waren die Porträtbüsten der Kaiser maßgeblich; besonders bei Porträtbüsten der Frauen wurde die Haartracht der Kaiserinnen nachgeahmt. Münzporträts spätrömischer Kaiser zeigen dagegen zunehmend individuelle Züge der Porträtierten.

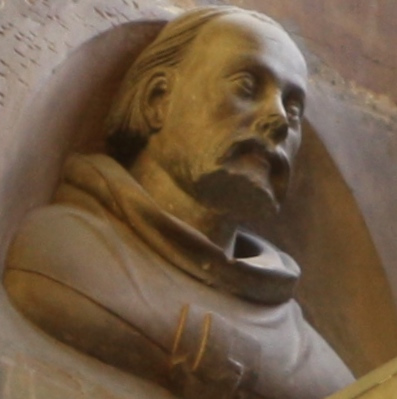
Peter Parler, Selbstporträt, 1370/79

Mittelalter: Die ersten profanen Porträts lebender Personen sind aus der Zeit nach der Antike bekannt, in Europa aus der Mitte des 14. Jahrhunderts (Spätgotik). Das älteste ist das Profilbild König Johanns des Guten, das als Gegenstück das Porträt seiner Frau Johanna hat. Das älteste Frontalporträt ist das von Herzog Rudolf IV. von Österreich. Im Mittelalter bis zum 14. Jahrhundert sind individuellen Porträts eher selten. Ab dem 14. Jahrhundert entwickelte sich das Bedürfnis nach naturnaher Sachtreue, der Wunsch nach Porträtähnlichkeit wurde ausgeprägter. Beispielhaft sind die Porträtbüste von Peter Parler im Veitsdom in Prag und die Porträts von Niccolò Albergati (um 1430), Giovanni Arnolfini (um 1435) oder Margarete van Eyck (1439) von Jan van Eyck.

Hans Holbein d. J.: Die Gesandten. 1533.

Renaissance: Im Italien der beginnenden Renaissance wuchs das Interesse an individuellen Porträts nicht nur bei den Herrschenden, sondern auch in den Kreisen der Bankiers und Kaufleute. Verlangt wurden vom Künstler sowohl Porträtähnlichkeit als auch eine gewisse Idealisierung und Typisierung in Hinblick auf das jeweils dominante Schönheitsideal. Als Künstler dieser Epoche sind zu nennen: Sandro Botticelli u. a.(Junger Mann mit Medaillon), Leonardo da Vinci (u. a. Mona Lisa), Raffael (u. a. Papstporträts von Julius II. und Leo X.) oder Albrecht Dürer (u. a. Selbstbildnisse). In Frankreich erlangte die 1553 erschienene Holzschnittsammlung Promptuarium Iconum Insigniorum Bedeutung.
In Deutschland und den Niederlanden ist die besondere Ausprägung als „Standesporträt“ bzw. als „bürgerliches Porträt“ mit dem beginnenden 16. Jahrhundert anzusetzen.
17. Jahrhundert: Im Barock verliehen die neue Lasurtechnik und der lockere Pinselstrich als Stilmittel den Porträts besondere Lebendigkeit. Exemplarisch sind Werke von Anthonis van Dyck, Rembrandt, Frans Hals und Diego Velázquez. Daneben wurden auch bedeutende Porträtbüsten geschaffen, u. a. von Algardi, Bernini, Coysevox u. a. Französische Hofmaler bevorzugten eine Bildnisform, die den Porträtierten idealisierend verklärte und mit einer mythologischen oder historischen Figur in Verbindung brachte. Damen ließen sich z. B. als Jagdgöttin Diana darstellen, Männer als Kriegsgott Mars. Herrschern war es vorbehalten, als Zeus und Apollon gezeigt zu werden. Schönheit wurde mit dem moralisch Guten gleichgesetzt, Hässlichkeit dagegen verwies auf eine niedrige Moral.
18. Jahrhundert: Im Spätbarock gehörten zu den einflussreichsten Künstlern Hyacinthe Rigaud und Nicolas de Largillière, die einen schwungvollen, lebendigen Stil pflegten. Auch in der Mitte und gegen Ende des Jahrhunderts bestimmten die Impulse der höfischen Malerei die Porträtdarstellungen, im Rokoko (etwa 1725–1770) mit einem Hang zum Verspielten und/oder Intimen, im Klassizismus (ab etwa 1770) wurden die Darstellungen strenger und/oder schlichter. Daneben gab es auch viele bürgerliche Porträts. Bedeutende Künstler waren Rosalba Carriera, Anton Raphael Mengs, Thomas Gainsborough, Élisabeth Vigée-Lebrun, Anton Graff.
Moderne: In der Kunst des 20. Jahrhunderts war das malerische Porträt kein zentrales Thema, Maler der Moderne wie Picasso oder Kokoschka setzten sich aber immer wieder mit diesem Thema auseinander. Alf Bayrle begleitete den Ethnologen Leo Frobenius als Expeditionsmaler. Auf der Reise entstanden einerseits Porträts als ethnografische Studien, andererseits auch als Gastgeschenke für die Einheimischen. Bayrle verarbeitete die Porträtthematik später in seiner Serie Köpfe.
Bedeutende Beispiele von Porträtmalerei bis in die Gegenwart gibt es bei Francis Bacon, Marlene Dumas, Lucian Freud, Willi Sitte oder Luc Tuymans.

## Porträtfotografie

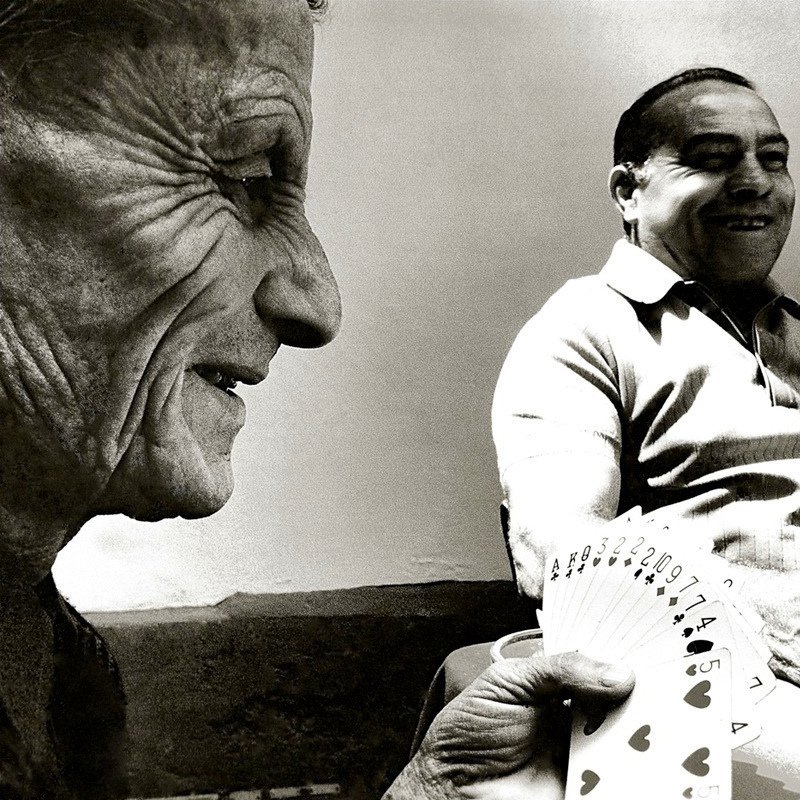
Eine Porträtfotografie (Fotograf: Augusto De Luca)

Seit 1843 entstand der Porträtentwurf oftmals durch die Fotokamera. Die Idee soll von Sir David Brewster stammen. Vermutlich als Erster nutzte der schottische Maler David Octavius Hill diese Methode für sein monumentales Gruppenporträt von 470 Personen in den Jahren 1843–1866. In der modernen Auftragsmalerei wird das Ölporträt auf Basis einer – gegebenenfalls im Computer verfremdeten oder bearbeiteten – Fotografie ausgeführt. Es kam zu einer neuen künstlerischen Arbeitsteilung. Ausgeführt wird das Porträt als Ölgemälde durch den Künstler, während das Motiv selbst durch einen Fotografen oder den privaten Auftraggeber selbst genau vorgegeben wird.
Die Fotografie gilt mit ihren Weichzeichnungs-Effekten als Vorläufer des Impressionismus. Zur großen Beliebtheit des fotografischen Porträts trug ca. ab 1860 die Idee des Visitformats des französischen Fotografen André Adolphe-Eugène Disdéri bei.
Die Dargestellten wurden anfangs wie auf einer Bühne umgeben von Requisiten aufgenommen. Nadar war der erste, der die einzelne Persönlichkeit darstellte.

## Funktionen des Porträts

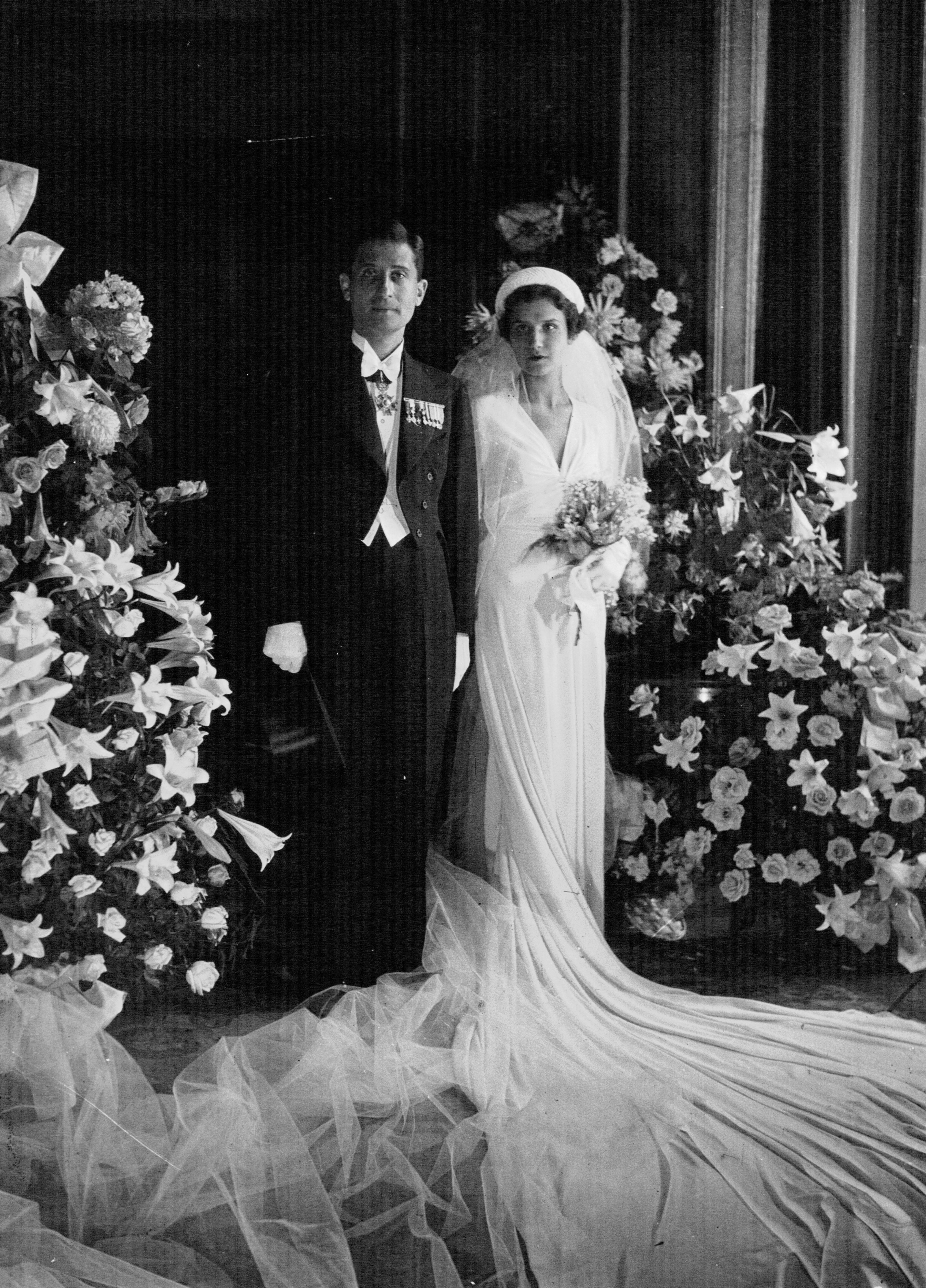
Hochzeitsfoto, 1932

Staatsporträt Mao Zedongs am Tor des Himmlischen Friedens in Peking

Porträts können mehrere Funktionen haben; diese hängen von ihren Gebrauchskontexten ab. Viele Gebrauchsweisen sind durch den memorialen Aspekt des Porträts bestimmt, sind also mit der Erinnerung an einen individuellen Menschen verbunden, der durch seinen sozialen Rang, seine Persönlichkeit oder seine besonderen Taten bildniswürdig erscheint. Beispiele dafür sind ägyptische Mumienporträts, Stifterbilder, Totenmasken und Porträts mit zeremoniellem Bezug wie etwa Hochzeitsfotos oder die Inthronisationsporträts.
In der Politik wird ein Herrscherbild oder das Porträt eines Regierungschefs oft als staatliches Symbol gebraucht; es ziert öffentliche Gebäude, Münzen, Banknoten oder auch Briefmarken und kann auch Ziel oder Mittel eines Personenkults sein.
Ein wichtiger Gebrauchskontext ist der soziale Tausch von Porträts: Bildnisse auf transportablen Bildträgern wurden etwa in der frühen Neuzeit aus diplomatischen Motiven zwischen Fürstenhäusern ausgetauscht. In der bürgerlichen Briefkultur zur Zeit der Aufklärung, der Romantik wie auch der Moderne und Gegenwart dienten und dienen beigelegte Porträts zur Festigung familiärer oder freundschaftlicher Beziehungen.
Auch in sozialen Medien dienen Selbstporträts, Selfies oder ein Profilbild zur Identifikation der Person hinter einem Social-Media-Profil und zur Inszenierung und Präsentation der eigenen Lebensrealität.

## Porträts im weiteren Sinn

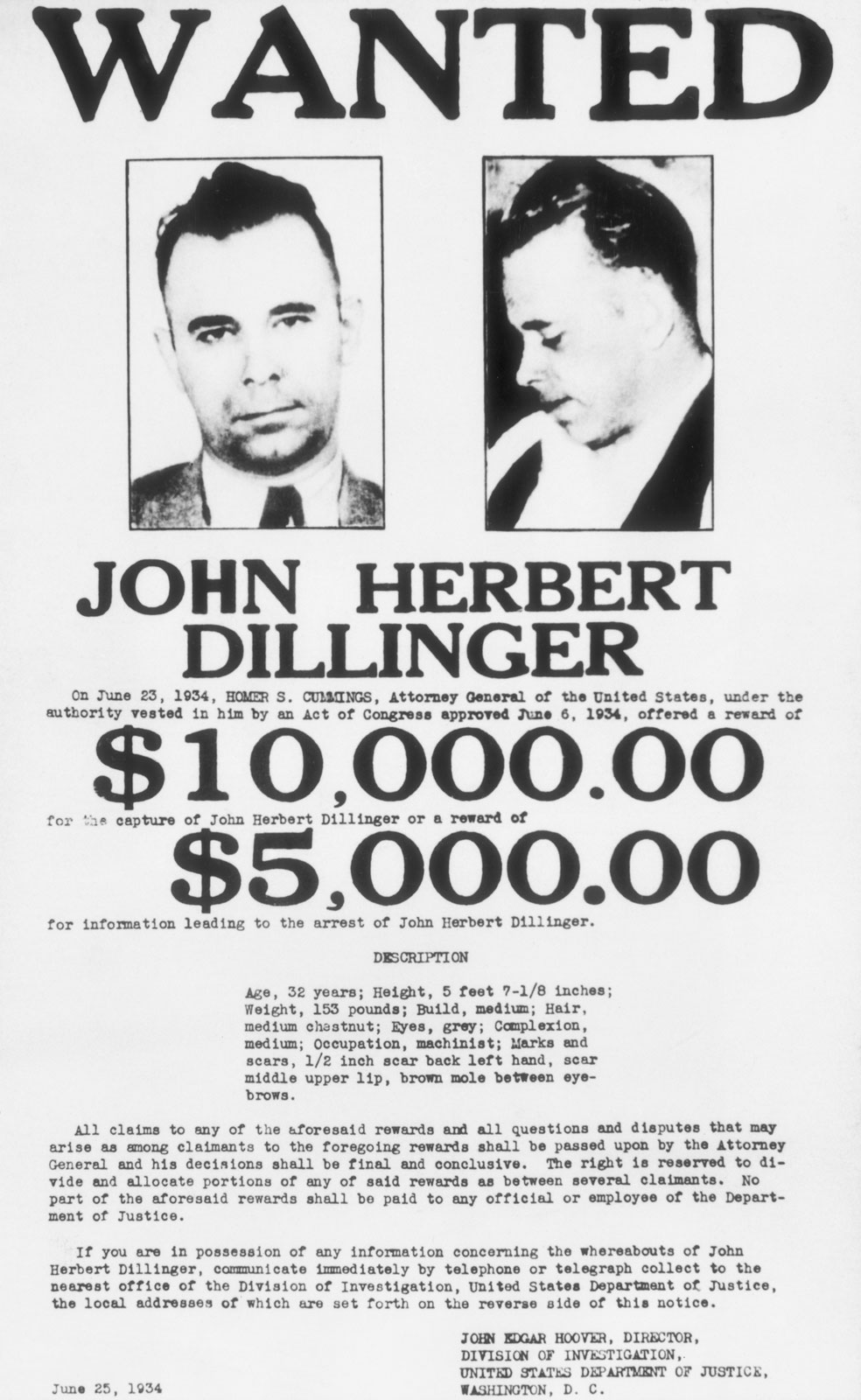
Steckbrief John Dillinger, 25. Juni 1934

Im weiteren Sinn kann nahezu jede Abbildung eines Menschen, auch ohne künstlerischen Charakter, als Porträt bezeichnet werden, sofern sie nur den Abgebildeten gut erkennbar macht, z. B. ein Fahndungsfoto, ein gewöhnliches Passbild, ein Schnappschuss – oder auch ein Selfie als moderne Form des Selbstporträts (Selfies sind oft darauf ausgerichtet, sich selbst zu charakterisieren oder die eigene emotionale Stimmung zu übermitteln).
Darüber hinaus gibt es Tierporträts – Tierbilder, die das Tier oder mehrere Tiere besonders charaktervoll und detailreich darstellen – und Landschaftsporträts.
Im übertragenen Sinne wird auch eine schriftliche Beschreibung eines Menschen, etwa eine kurze Biografie, als „Porträt“ bezeichnet. Auch bei textlichen Beschreibungen wird der Begriff ausgeweitet auf die detailreiche Darstellung verschiedenster Gegenstände, denen man einen Charakter zuschreibt, z. B. „Porträts“ von Landschaften, Ländern, Städten, Firmen, Tieren usw.